# Kirchheim unter Teck
Kirchheim unter Teck ist eine Mittelstadt in Baden-Württemberg, etwa 25 km südöstlich von Stuttgart. Sie gehört zur Region Stuttgart und zur europäischen Metropolregion Stuttgart. Sie ist die drittgrößte Stadt des Landkreises Esslingen und bildet ein Mittelzentrum für die umliegenden Gemeinden.
Seit dem 1. April 1956 ist Kirchheim unter Teck eine Große Kreisstadt. Mit den Gemeinden Dettingen unter Teck und Notzingen hat die Stadt Kirchheim unter Teck eine Verwaltungsgemeinschaft vereinbart.

## Geographie

### Geographische Lage
Kirchheim unter Teck liegt in Luftlinie ungefähr 15 km südöstlich der Kreisstadt Esslingen am Neckar im Vorland der mittleren Schwäbischen Alb und darin etwa ebensoweit nordnordwestlich des Albtraufs mit den Vorbergen Teck, Breitenstein und Limburg wie südöstlich des oberen Neckartales. Die Stadtbebauung nimmt die hier weite Talmulde der „Lenninger“ Lauter ein, die auf erst noch nördlichem Lauf von Dettingen unter Teck her den Stadtkern durchzieht, dann auf Nordwestlauf abknickt und den Stadtteil Ötlingen durchläuft, um schließlich weiter abwärts durch Wendlingen am Neckar hindurch in den Neckar zu münden. Am Lauterknie mündet von Südosten her die Lindach, die kurz zuvor schon im Ortsbereich ihre bedeutenden Zuflüsse Trinkbach von rechts und Gießnaubach von links aufgenommen hat.

### Nachbargemeinden
Kirchheim unter Teck ist reihum von den folgenden Kommunen umgeben: von den Städten Wendlingen am Neckar im Westnordwesten und Wernau (Neckar) im Nordwesten, von den Gemeinden Notzingen im Norden, Schlierbach im Nordosten, Ohmden und dann Holzmaden im Osten, von der Stadt Weilheim an der Teck und dann der Gemeinde Bissingen an der Teck im Südosten, von der Gemeinde Dettingen unter Teck im Süden, von dem zur Stadt Nürtingen gehörenden Ort Reudern im Südwesten und schließlich von der Gemeinde Oberboihingen, beidseits einer kleinen unbewohnten Exklave von Wendlingen, im Westen. Schlierbach gehört dem Landkreis Göppingen an, alle übrigen liegen im eigenen Landkreis Esslingen.

### Stadtgliederung
Das Stadtgebiet von Kirchheim unter Teck besteht aus der Kernstadt Kirchheim, den bereits 1935 eingegliederten Stadtteilen Lindorf und Ötlingen sowie den im Rahmen der Gemeindereform 1974 eingegliederten Stadtteilen Jesingen und Nabern. Alle vier Stadtteile sind zugleich Ortschaften im Sinne der baden-württembergischen Gemeindeordnung, das heißt, sie haben jeweils einen von der Bevölkerung bei jeder Kommunalwahl neu zu wählenden Ortschaftsrat, dessen Vorsitzender der Ortsvorsteher ist.
In der Kernstadt Kirchheim werden zum Teil Wohngebiete mit eigenem Namen unterschieden, deren Bezeichnungen sich im Laufe der Geschichte aufgrund der Bebauung ergeben haben und die meist nicht genau abgrenzbar sind. Nordöstlich der Kernstadt liegt die ab den 1970er Jahren planmäßig angelegte Wohnsiedlung Schafhof.

### Raumplanung
Kirchheim bildet ein Mittelzentrum innerhalb der Region Stuttgart, deren Oberzentrum Stuttgart ist. Zum Mittelbereich Kirchheim gehören außerdem noch die Städte und Gemeinden im Südosten des Landkreises Esslingen (im Wesentlichen das Albvorland mit Lenninger Tal und Neidlinger Tal). Im Einzelnen sind dies Bissingen an der Teck, Dettingen unter Teck, Erkenbrechtsweiler, Holzmaden, Köngen, Lenningen, Neidlingen, Notzingen, Ohmden, Owen, Weilheim an der Teck und Wendlingen am Neckar.

### Namensherkunft
Der Ursprung des Zusatzes „unter Teck“ ist umstritten. Eine Erklärungsmöglichkeit bietet die Burg Teck, „unter“ der Kirchheim liegt. Weiterhin wird auch öfter auf die Eigenschaft Kirchheims Bezug genommen, „unter“ die Herrschaft der Herzöge von Teck gelangt zu sein. Anderen Quellen zufolge rührt der Namenszusatz von der Vermessungslinie (decumanus maximus) der römischen Vermesser, die etwas südlich der Stadt verlief. Aufgrund des Fehlens von Artikeln im Lateinischen sei der Name bis heute ohne Artikel geblieben.

### Flächenaufteilung
Nach Daten des Statistischen Landesamtes, Stand 2014.

## Geschichte

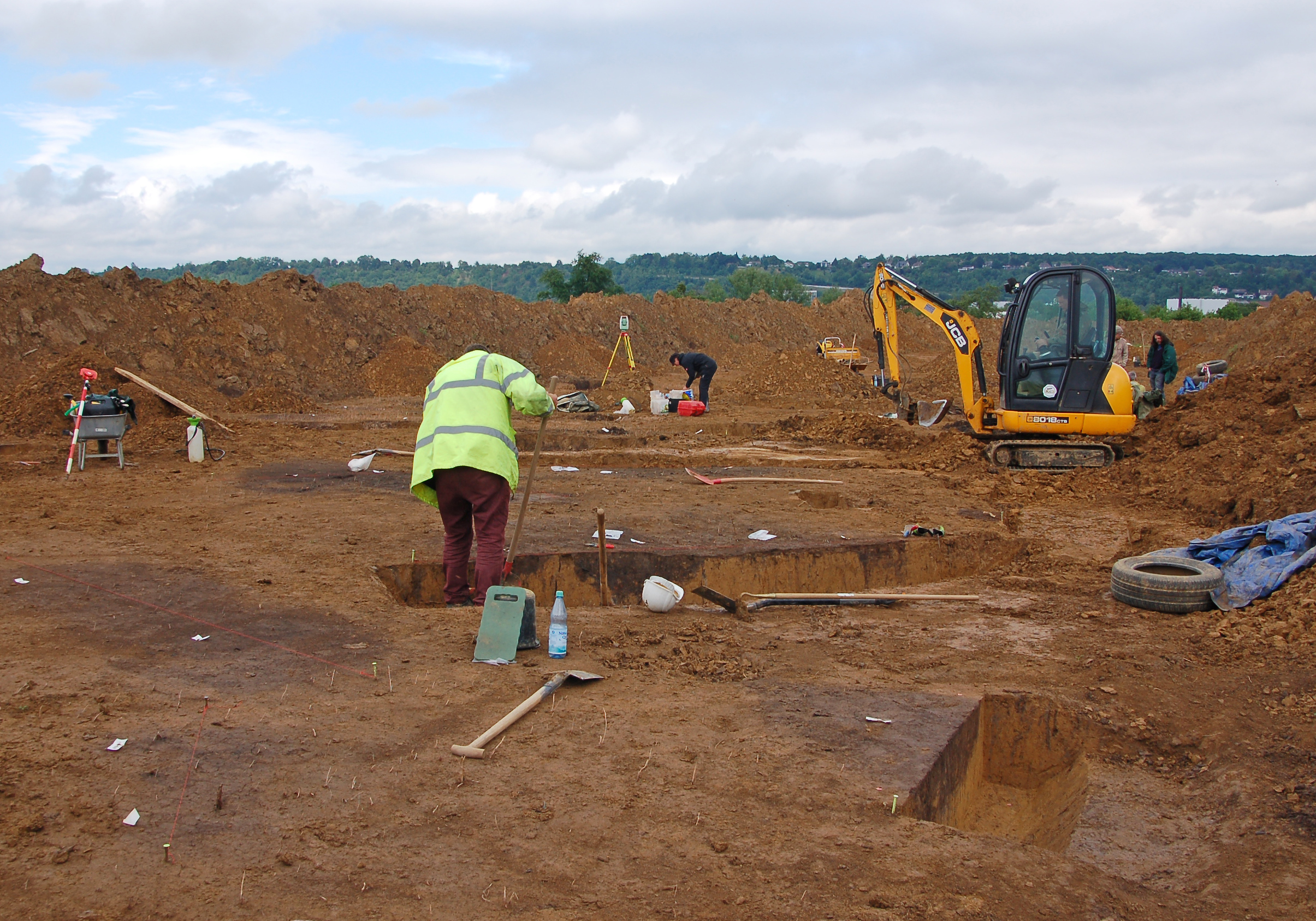
Ausgrabung von Siedlungsrelikten der Bandkeramiker an der Nürtinger Straße durch das Landesdenkmalamt

### Bis zum 19. Jahrhundert
Vormittelalterliche Siedlungsspuren können aus der Jungsteinzeit, der Kelten- und der Römerzeit nachgewiesen werden. Alemannische Reihengräberfriedhöfe belegen die Existenz dreier Siedlungen der Völkerwanderungszeit im Stadtgebiet.
Wenn auch die erste urkundliche Erwähnung von Kirchheim erst auf das Jahr 960 datiert, geht der Ort mit Sicherheit auf die alemannische Zeit des 6.–7. Jahrhunderts zurück. Möglicherweise entstand die bestehende Siedlung im Zug der Christianisierung als Verdichtung der bestehenden Altsiedlungen gemeinsam mit der dem Heiligen Martin geweihten Kirche.
Im Jahr 960 gelangte Kirchheim in einem Tausch vom Bistum Chur in den Besitz des späteren Kaisers Otto I., Mitte des 11. Jahrhunderts sind das Marktrecht und die Existenz einer königlichen Münzstätte überliefert.
Hildegard von Bingen besuchte auf ihrer vierten Predigt-Reise, die sie um das Jahr 1170 über die Klöster Maulbronn, Hirsau und Zwiefalten durch das Herzogtum Schwaben führte, auch Kirchheim.
Der Ort war im Besitz der Herzöge von Zähringen und ging von diesen 1186 an ihre Seitenlinie, die Herzöge von Teck über. Diese, seit 1252 genannt, trugen allerdings den Herzogstitel mehr als Familiennamen denn als Herrschaftstitel. Sie erhoben zwischen 1220 und 1230 die Marktsiedlung zur Stadt nach Freiburger Recht. Nachdem sich bereits im 10. Jahrhundert eine Gemeinschaft geistlicher Frauen entstanden war, wurde 1240 durch Herzog Ludwig I. von Teck das Kirchheimer Kloster der Dominikanerinnen gegründet. Herzog Konrad II. von Teck veranlasste 1270 den Bau einer Stadtmauer.

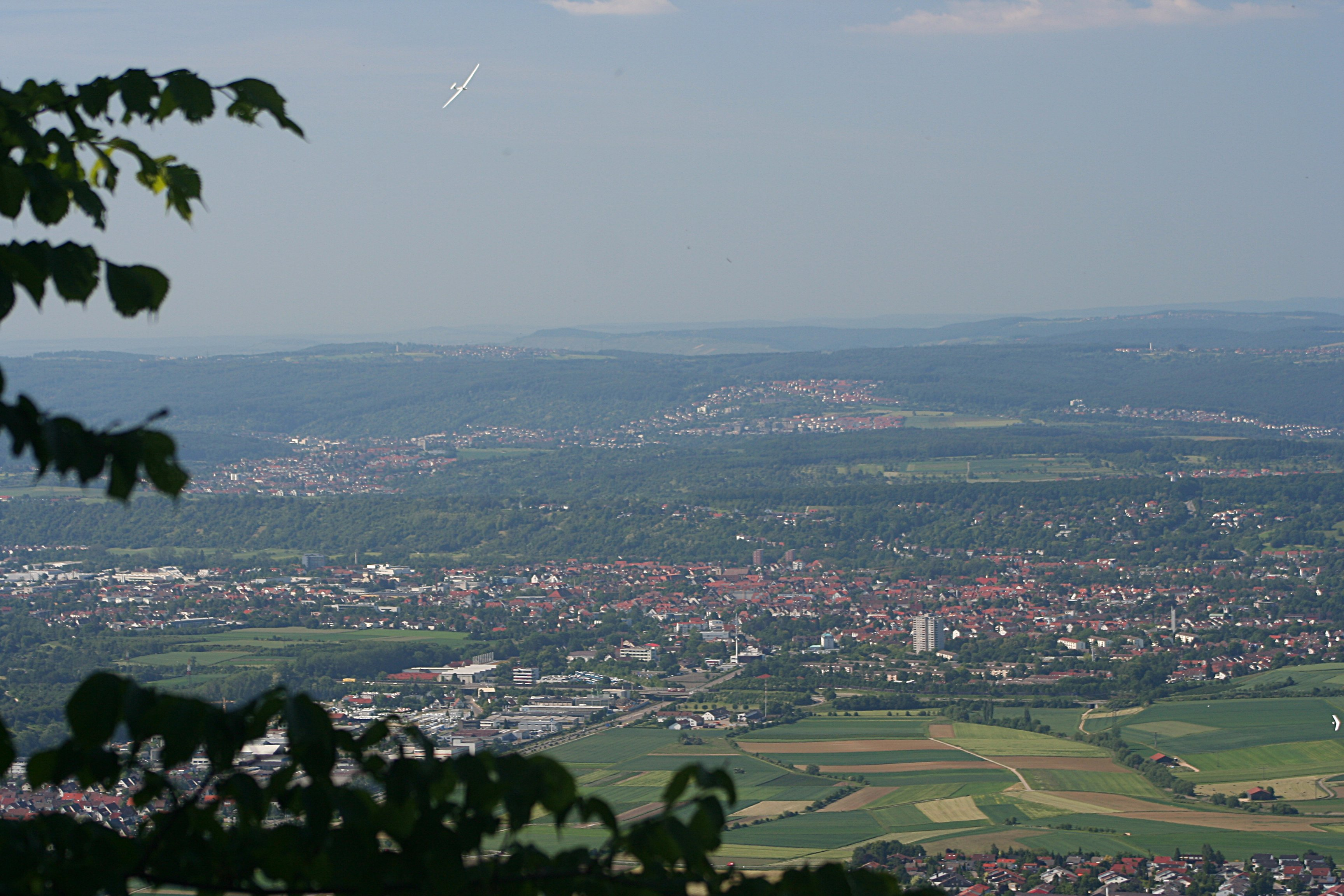
Blick über Kirchheim von der Burg Teck; im Vordergrund: Dettingen unter Teck (l.) mit Ortsteil Guckenrain (u. r.)

In einem längeren Prozess kam Kirchheim von 1303 bis 1386 aufgrund wirtschaftlicher Schwierigkeiten von den Herzögen von Teck über Österreich an Württemberg. Die Stadt wurde Sitz eines württembergischen Amtes, das im späten 18. Jahrhundert zum Oberamt aufstieg. Nach der Rückkehr Herzog Ulrichs wurde ab 1539 Kirchheim zur württembergischen Landesfestung ausgebaut, gleichzeitig entstand das herzogliche Schloss und das Alte Haus. Das heutige Erscheinungsbild ist vom Wiederaufbau nach dem verheerenden Stadtbrand von 1690 geprägt. Neben dem Schloss sind nur die Gebäude „Max-Eyth-Haus“ (Max-Eyth-Straße 15) und „Altes Haus“ (Dettinger Straße 2) aus der Zeit vor dem Stadtbrand erhalten geblieben. Das Kirchheimer Rathaus wurde beim Wiederaufbau vom Gelände des heutigen Marktplatzes auf seine heutige Position versetzt.

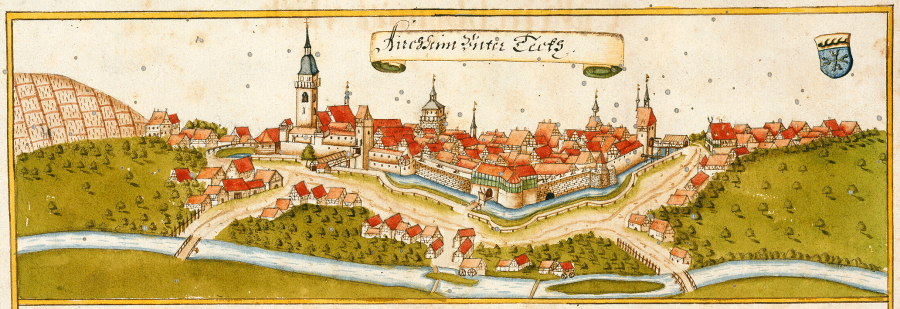
Kirchheim 1683, Forstlagerbuch von Andreas Kieser

Während im 14. Jahrhundert noch der Adel der Herrschaft Teck im Stadtregiment eine führende Rolle spielte, brachte der Aufstieg des Bürgertums einen wirtschaftlichen Aufschwung, vor allem im Textilgewerbe und im Textilhandel. Aus diesen Anfängen entwickelte sich im 18. Jahrhundert die Textilindustrie.

### 19. Jahrhundert
Nach der Gründung des Königreichs Württemberg im Jahre 1806 blieb das Oberamt Kirchheim bestehen und erfuhr im Rahmen der neuen Verwaltungsgliederung Württembergs leichten Gebietszuwachs. Der 1819 errichtete Wollmarkt verschaffte der Kirchheimer Textilindustrie eine überregionale Bedeutung. Das zog die weitere Ansiedlung von Färbereien und Textilbetrieben, schließlich auch von Unternehmen der Metallindustrie nach sich. 1864 erhielt Kirchheim Anschluss an die erste Privateisenbahn in Württemberg, die Strecke Unterboihingen–Kirchheim.

### 20. Jahrhundert

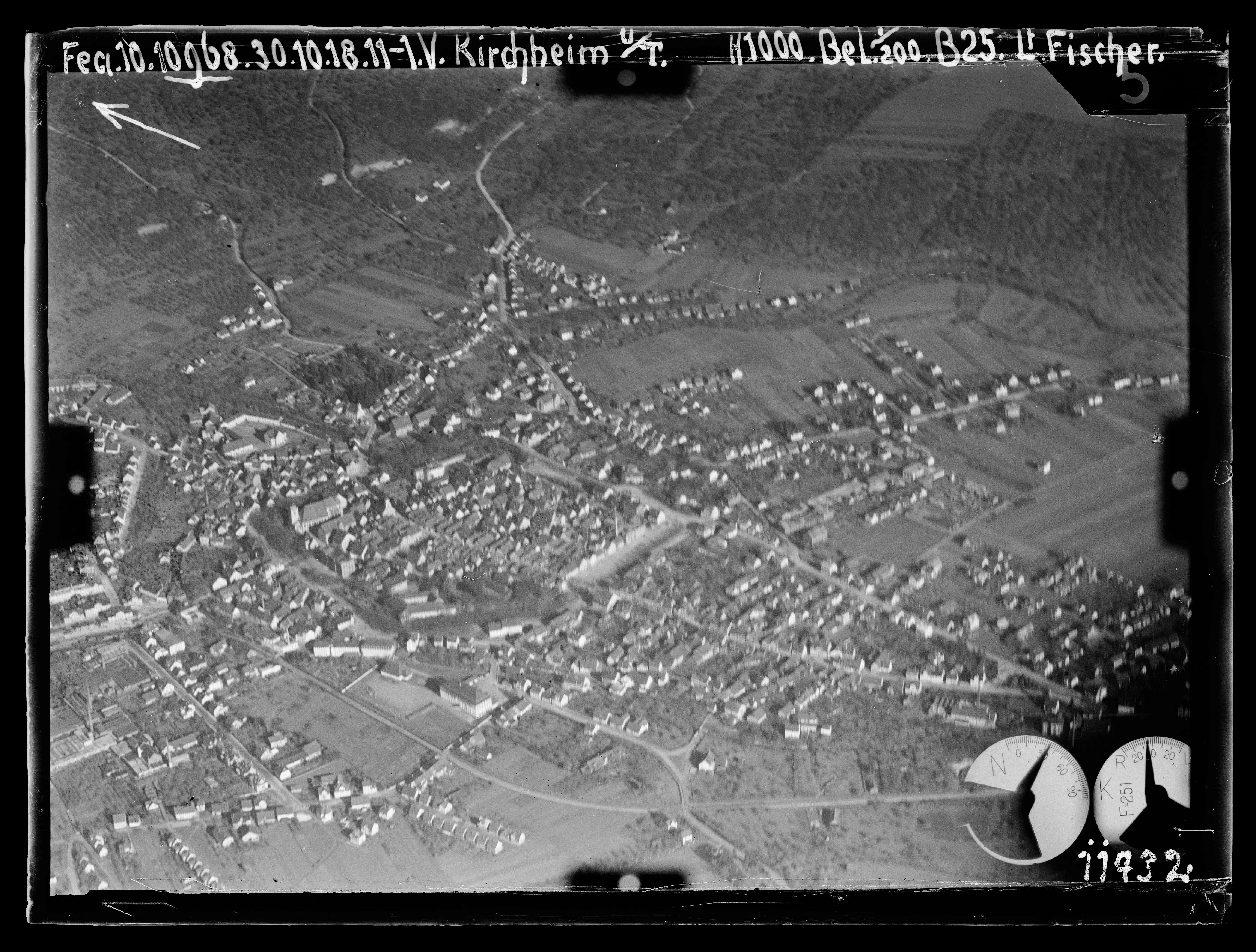
Luftbild von Kircheim, Oktober 1918

1934 wurde das Oberamt Kirchheim in Kreis Kirchheim umbenannt. In der Verwaltungsreform während der NS-Zeit in Württemberg fiel der Kreis 1938 an den Landkreis Nürtingen.
Nach dem Zweiten Weltkrieg gehörte Kirchheim zum Land Württemberg-Baden in der Amerikanischen Besatzungszone. In der Nachkriegszeit stieg, bedingt durch die Zuwanderung von Flüchtlingen und Heimatvertriebenen, die Einwohnerzahl der Stadt erheblich an. 1948 überschritt die Einwohnerzahl der Stadt die Grenze von 20.000, und mit Inkrafttreten der baden-württembergischen Gemeindeordnung am 1. April 1956 erhielt sie kraft Gesetzes den Status einer Großen Kreisstadt.
Mit der Gründung Baden-Württembergs wurde Kirchheim 1952 Bestandteil des heutigen Bundeslandes.
Seit der Kreisreform von 1973 gehört Kirchheim unter Teck zum Landkreis Esslingen. 1974 wurden die Nachbargemeinden Nabern und Jesingen eingegliedert. Damit erreichte die Stadt ihre heutige Ausdehnung.

### Konfessionen
Die Bevölkerung von Kirchheim unter Teck gehörte ursprünglich zum Bistum Konstanz und war dem Archidiakonat circa alpes, Landkapitel Kirchheim unterstellt. Da die Stadt schon früh zu Württemberg gehörte, wurde auch hier ab 1535 durch Herzog Ulrich die Reformation eingeführt. Daher war Kirchheim unter Teck über Jahrhunderte eine überwiegend protestantische Stadt. In jener Zeit wurde die Stadt Sitz eines Dekanats (siehe Kirchenbezirk Kirchheim unter Teck), dessen Dekanatskirche die Martinskirche ist. Die Kirchengemeinde Kirchheim unter Teck wuchs vor allem nach dem Zweiten Weltkrieg infolge Zuzugs stark an und wurde daher geteilt. Es entstand die Christusgemeinde (Kirche von 1909), die Kreuzkirchengemeinde (Kirche von 1956), die Thomaskirchengemeinde (Kirche von 1967) und die Auferstehungskirchengemeinde (Kirche von 1972). Diese fünf Gemeinden der Kernstadt bilden zusammen mit der Kirchengemeinde Ötlingen (eigene Pfarrei seit 1834) und der Matthäuskirchengemeinde Lindorf (Kirche erbaut 1961, früher zu Kirchheim, dann zu Ötlingen gehörig) die Evangelische Gesamtkirchengemeinde Kirchheim unter Teck. Auch in den Stadtteilen Jesingen und Nabern wurde infolge der frühen Zugehörigkeit zu Württemberg die Reformation eingeführt. Daher gibt es auch in diesen beiden Stadtteilen jeweils eine evangelische Kirchengemeinde und eine eigene Kirche. Alle evangelischen Gemeinden im Kirchheimer Stadtgebiet gehören zum Dekanat Kirchheim unter Teck innerhalb der Evangelischen Landeskirche in Württemberg.
Katholiken gibt es in Kirchheim unter Teck erst wieder seit dem späten 19. Jahrhundert. Für sie wurde 1910 eine eigene Kirche St. Ulrich gebaut. Zur Kirchengemeinde gehören auch die Stadtteile Ötlingen und Lindorf sowie einige Nachbargemeinden. 1967 wurde in Kirchheim unter Teck eine zweite Kirche, Maria Königin, erstellt, zu deren Kirchengemeinde auch die Katholiken aus Jesingen und Nabern und einiger Nachbargemeinden gehören. Beide Kirchheimer Kirchengemeinden bilden heute die Seelsorgeeinheit 5 innerhalb des Dekanats Esslingen-Nürtingen des Bistums Rottenburg-Stuttgart.
Neben den beiden großen Kirchen gibt es in Kirchheim unter Teck auch Freikirchen und Gemeinden, darunter die Evangelisch-methodistische Kirche, die Evangelisch-Freikirchliche Gemeinde (Baptisten) und die Freikirche der Siebenten-Tags-Adventisten. Auch die Neuapostolische Kirche ist in Kirchheim unter Teck vertreten. Bis Ende 2020 hatte auch die Ahmadiyya Muslim Gemeinde ihren Sitz in Kirchheim unter Teck Marktstr. nahe Rathaus – bis 2021 der Umzug Richtung Esslingen nach Deizisau erfolgte.

### Eingemeindungen
In die Stadt Kirchheim unter Teck wurden folgende Gemeinden eingegliedert:
- 1. April 1935: Ötlingen und Lindorf
- 1. Januar 1974: Nabern[8]
- 1. September 1974: Jesingen[9]

### Stadtteile

#### Jesingen
Jesingen liegt etwa zwei Kilometer südöstlich von Kirchheim in Richtung Weilheim an der Teck. Es ist der älteste schriftlich erwähnte Teilort von Kirchheim und wurde erstmals im Lorscher Codex in einer auf 769 datierten Schenkung an das Kloster Lorsch als Osingen genannt. Die Jesinger Markung ist 574 ha groß, die Ortschaft hat heute rund 3600 Einwohner.

#### Lindorf
Lindorf liegt rund zwei Kilometer entfernt im Westen von Kirchheim auf der gegenüberliegenden Seite der Autobahn A8. 1090 wurde Lindorf im Bempflinger Vertrag erstmals urkundlich erwähnt. Die Markungsfläche beträgt 262 ha, ungefähr 1500 Einwohner leben heute in Lindorf.

#### Nabern
Nabern liegt rund vier Kilometer südöstlich von Kirchheim am Fuß der Burg Teck. Der Stadtteil hat rund 1900 Einwohner, die Markungsfläche beträgt 443 ha. Nabern wurde 861 in einer Schenkungsurkunde von Pfalzgraf Rudolf aus dem Geschlecht der Alaholfinger erstmals erwähnt. Nabern besitzt mit dem Verkehrslandeplatz Nabern den zweiten Flugplatz Kirchheims.

#### Ötlingen
Ungefähr 2,5 Kilometer westlich vom Stadtzentrum von Kirchheim liegt Ötlingen, wobei die beiden Ortsteile heute durch ein Gewerbegebiet zwischen Kirchheim und Ötlingen zusammengewachsen sind. Die Ötlinger Markung ist 375 ha groß. Heute hat der Stadtteil Ötlingen rund 6400 Einwohner. Ötlingen gehört zu den früh genannten Orten. Im Lorscher Codex wurde bereits 788 das Dorf Adiningen erwähnt.

### Einwohnerentwicklung
Die Einwohnerzahlen sind Schätzungen, Volkszählungsergebnisse oder amtliche Fortschreibungen der jeweiligen Statistischen Ämter (nur Hauptwohnsitze).

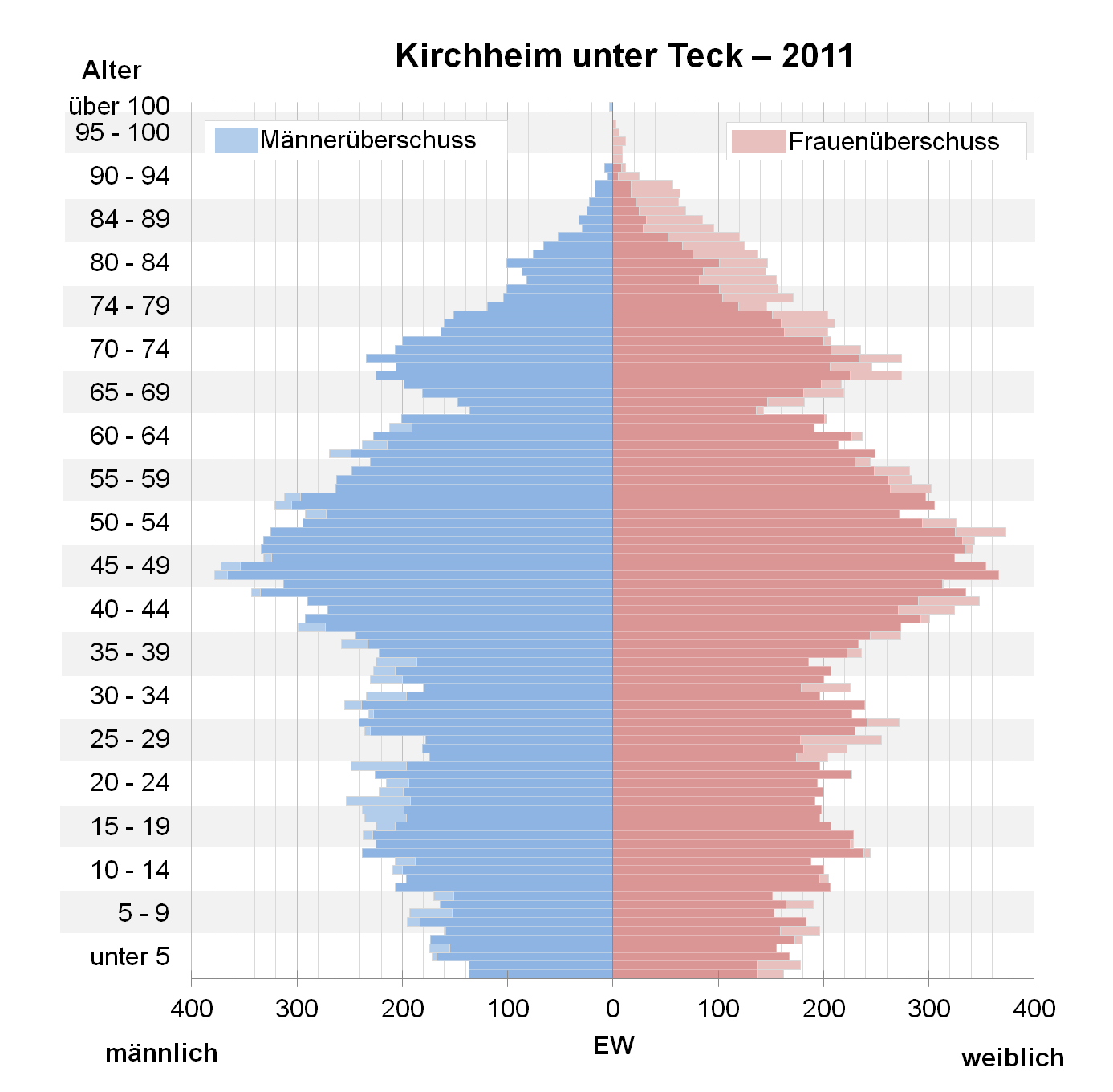
Bevölkerungspyramide für Kirchheim unter Teck (Datenquelle: Zensus 2011)

| Jahr             | Einwohner |
| ---------------- | --------- |
| 1600             | ca. 2.500 |
| 1700             | 2.101     |
| 1763             | 2.911     |
| 1803             | 3.878     |
| 1843             | 5.372     |
| 1861             | 5.478     |
| 1. Dezember 1871 | 5.863     |

| Jahr               | Einwohner |
| ------------------ | --------- |
| V 1. Dezember 1880 | 6.632     |
| V 1. Dezember 1890 | 7.029     |
| V 1. Dezember 1900 | 8.235     |
| V 1. Dezember 1910 | 9.668     |
| V 16. Juni 1925    | 10.057    |
| V 16. Juni 1933    | 10.664    |
| V 17. Mai 1939     | 13.260    |

| Jahr                 | Einwohner |
| -------------------- | --------- |
| 1946                 | 18.700    |
| V 13. September 1950 | 20.138    |
| V 6. Juni 1961       | 25.007    |
| V 27. Mai 1970       | 28.842    |
| 31. Dezember 1975    | 31.666    |
| 31. Dezember 1980    | 32.136    |
| V 25. Mai 1987       | 33.920    |

| Jahr              | Einwohner |
| ----------------- | --------- |
| 31. Dezember 1990 | 35.842    |
| 31. Dezember 1995 | 38.205    |
| 31. Dezember 2000 | 38.834    |
| 31. Dezember 2005 | 39.970    |
| 31. Dezember 2010 | 39.859    |
| 31. Dezember 2015 | 40.094    |
| 31. Dezember 2020 | 40.774    |

## Politik

### Gemeinderat
In Kirchheim unter Teck wird der Gemeinderat nach dem Verfahren der unechten Teilortswahl gewählt. Dabei kann sich die Zahl der Gemeinderäte durch Überhangmandate verändern. Der Gemeinderat besteht aus den gewählten 37 ehrenamtlichen Gemeinderäten und dem Oberbürgermeister als Vorsitzendem. Der Oberbürgermeister ist im Gemeinderat stimmberechtigt. Die Kommunalwahl am 9. Juni 2024 führte zu folgendem Endergebnis.

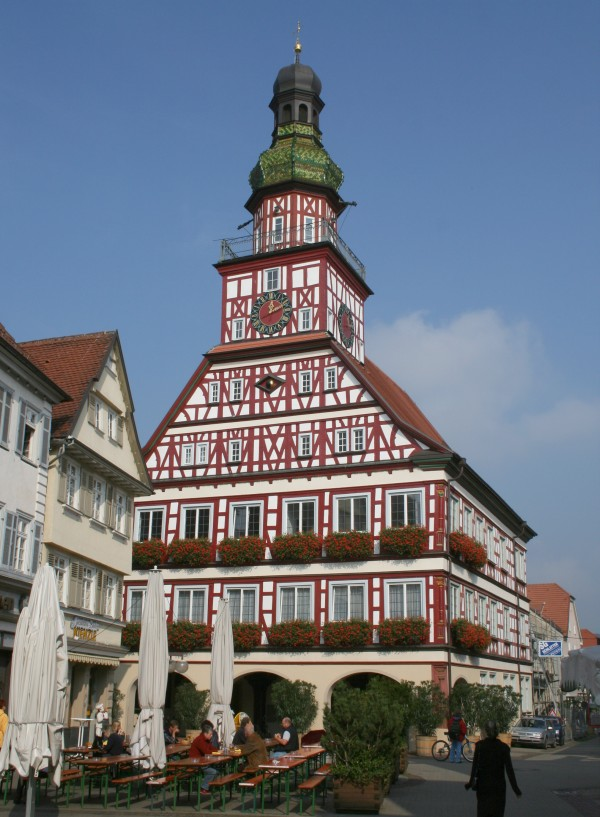
Fachwerk-Rathaus in Kirchheim unter Teck

| Parteien und Wählergemeinschaften | Parteien und Wählergemeinschaften | % 2024  | Sitze 2024 | % 2019  | Sitze 2019 | Kommunalwahl 2024 %3020100 22,15 %17,75 %18,96 %17,32 %9,37 %5,94 %4,20 %4,31 %n. k. % FWGrüneCDUSPDAfDFDP/KiBüCIKKiSoLinkeGewinne und Verlusteim Vergleich zu 2019 %p 10 8 6 4 2 0 −2 −4 −6 −8−2,71 %p−6,29 %p+2,49 %p+1,10 %p+9,37 %p−2,49 %p−0,96 %p+4,31 %p−4,83 %pFWGrüneCDUSPDAfDFDP/KiBüCIKKiSoLinke |
| --------------------------------- | --------------------------------- | ------- | ---------- | ------- | ---------- | --- |
| FW                                | Freie Wähler Kirchheim            | 22,15   | 8          | 24,86   | 9          | Kommunalwahl 2024 %3020100 22,15 %17,75 %18,96 %17,32 %9,37 %5,94 %4,20 %4,31 %n. k. % FWGrüneCDUSPDAfDFDP/KiBüCIKKiSoLinkeGewinne und Verlusteim Vergleich zu 2019 %p 10 8 6 4 2 0 −2 −4 −6 −8−2,71 %p−6,29 %p+2,49 %p+1,10 %p+9,37 %p−2,49 %p−0,96 %p+4,31 %p−4,83 %pFWGrüneCDUSPDAfDFDP/KiBüCIKKiSoLinke |
| GRÜNE                             | GRÜNE                             | 17,75   | 7          | 24,04   | 9          | Kommunalwahl 2024 %3020100 22,15 %17,75 %18,96 %17,32 %9,37 %5,94 %4,20 %4,31 %n. k. % FWGrüneCDUSPDAfDFDP/KiBüCIKKiSoLinkeGewinne und Verlusteim Vergleich zu 2019 %p 10 8 6 4 2 0 −2 −4 −6 −8−2,71 %p−6,29 %p+2,49 %p+1,10 %p+9,37 %p−2,49 %p−0,96 %p+4,31 %p−4,83 %pFWGrüneCDUSPDAfDFDP/KiBüCIKKiSoLinke |
| CDU                               | CDU                               | 18,96   | 7          | 16,47   | 6          | Kommunalwahl 2024 %3020100 22,15 %17,75 %18,96 %17,32 %9,37 %5,94 %4,20 %4,31 %n. k. % FWGrüneCDUSPDAfDFDP/KiBüCIKKiSoLinkeGewinne und Verlusteim Vergleich zu 2019 %p 10 8 6 4 2 0 −2 −4 −6 −8−2,71 %p−6,29 %p+2,49 %p+1,10 %p+9,37 %p−2,49 %p−0,96 %p+4,31 %p−4,83 %pFWGrüneCDUSPDAfDFDP/KiBüCIKKiSoLinke |
| SPD                               | SPD                               | 17,32   | 6          | 16,22   | 6          | Kommunalwahl 2024 %3020100 22,15 %17,75 %18,96 %17,32 %9,37 %5,94 %4,20 %4,31 %n. k. % FWGrüneCDUSPDAfDFDP/KiBüCIKKiSoLinkeGewinne und Verlusteim Vergleich zu 2019 %p 10 8 6 4 2 0 −2 −4 −6 −8−2,71 %p−6,29 %p+2,49 %p+1,10 %p+9,37 %p−2,49 %p−0,96 %p+4,31 %p−4,83 %pFWGrüneCDUSPDAfDFDP/KiBüCIKKiSoLinke |
| AfD                               | Alternative für Deutschland       | 9,37    | 3          | –       | –          | Kommunalwahl 2024 %3020100 22,15 %17,75 %18,96 %17,32 %9,37 %5,94 %4,20 %4,31 %n. k. % FWGrüneCDUSPDAfDFDP/KiBüCIKKiSoLinkeGewinne und Verlusteim Vergleich zu 2019 %p 10 8 6 4 2 0 −2 −4 −6 −8−2,71 %p−6,29 %p+2,49 %p+1,10 %p+9,37 %p−2,49 %p−0,96 %p+4,31 %p−4,83 %pFWGrüneCDUSPDAfDFDP/KiBüCIKKiSoLinke |
| FDP/KiBü                          | FDP/Kirchheimer Bürgerliste       | 5,94    | 2          | 8,43    | 3          | Kommunalwahl 2024 %3020100 22,15 %17,75 %18,96 %17,32 %9,37 %5,94 %4,20 %4,31 %n. k. % FWGrüneCDUSPDAfDFDP/KiBüCIKKiSoLinkeGewinne und Verlusteim Vergleich zu 2019 %p 10 8 6 4 2 0 −2 −4 −6 −8−2,71 %p−6,29 %p+2,49 %p+1,10 %p+9,37 %p−2,49 %p−0,96 %p+4,31 %p−4,83 %pFWGrüneCDUSPDAfDFDP/KiBüCIKKiSoLinke |
| CIK                               | Christliche Initiative Kirchheim  | 4,20    | 2          | 5,16    | 2          | Kommunalwahl 2024 %3020100 22,15 %17,75 %18,96 %17,32 %9,37 %5,94 %4,20 %4,31 %n. k. % FWGrüneCDUSPDAfDFDP/KiBüCIKKiSoLinkeGewinne und Verlusteim Vergleich zu 2019 %p 10 8 6 4 2 0 −2 −4 −6 −8−2,71 %p−6,29 %p+2,49 %p+1,10 %p+9,37 %p−2,49 %p−0,96 %p+4,31 %p−4,83 %pFWGrüneCDUSPDAfDFDP/KiBüCIKKiSoLinke |
| KiSo                              | Kirchheim.Sozial                  | 4,31    | 2          | –       | –          | Kommunalwahl 2024 %3020100 22,15 %17,75 %18,96 %17,32 %9,37 %5,94 %4,20 %4,31 %n. k. % FWGrüneCDUSPDAfDFDP/KiBüCIKKiSoLinkeGewinne und Verlusteim Vergleich zu 2019 %p 10 8 6 4 2 0 −2 −4 −6 −8−2,71 %p−6,29 %p+2,49 %p+1,10 %p+9,37 %p−2,49 %p−0,96 %p+4,31 %p−4,83 %pFWGrüneCDUSPDAfDFDP/KiBüCIKKiSoLinke |
| Linke                             | Die Linke                         | –       | –          | 4,83    | 2          | Kommunalwahl 2024 %3020100 22,15 %17,75 %18,96 %17,32 %9,37 %5,94 %4,20 %4,31 %n. k. % FWGrüneCDUSPDAfDFDP/KiBüCIKKiSoLinkeGewinne und Verlusteim Vergleich zu 2019 %p 10 8 6 4 2 0 −2 −4 −6 −8−2,71 %p−6,29 %p+2,49 %p+1,10 %p+9,37 %p−2,49 %p−0,96 %p+4,31 %p−4,83 %pFWGrüneCDUSPDAfDFDP/KiBüCIKKiSoLinke |
| Gesamt                            | Gesamt                            | 100     | 37         | 100     | 37         | Kommunalwahl 2024 %3020100 22,15 %17,75 %18,96 %17,32 %9,37 %5,94 %4,20 %4,31 %n. k. % FWGrüneCDUSPDAfDFDP/KiBüCIKKiSoLinkeGewinne und Verlusteim Vergleich zu 2019 %p 10 8 6 4 2 0 −2 −4 −6 −8−2,71 %p−6,29 %p+2,49 %p+1,10 %p+9,37 %p−2,49 %p−0,96 %p+4,31 %p−4,83 %pFWGrüneCDUSPDAfDFDP/KiBüCIKKiSoLinke |
| Wahlbeteiligung                   | Wahlbeteiligung                   | 59,66 % | 59,66 %    | 56,24 % | 56,24 %    | |

### Bürgermeister
An der Spitze der Stadt Kirchheim unter Teck stand in früherer Zeit ein Amtmann, später ein Obervogt. Dem standen Untervögte, Bürgermeister, Gericht und Rat zu Seite. Das Gericht war die Verwaltungsbehörde der Stadt. Seit dem 14. Jahrhundert bildete sich als Vertreter der Bürgerschaft ein Rat heraus. Dieser unterstand jedoch dem Gericht. Er war jedoch bei der Wahl der Bürgermeister beteiligt. Bürgermeister gab es meist zwei.
Seit dem 19. Jahrhundert trug das Stadtoberhaupt die Bezeichnung „Stadtschultheiß“, seit 1930 Bürgermeister und mit der Erhebung zur Großen Kreisstadt am 1. April 1956 lautet die Amtsbezeichnung Oberbürgermeister. Dieser wird von den Wahlberechtigten auf acht Jahre direkt gewählt. Er ist Vorsitzender des Gemeinderats. Sein allgemeiner Stellvertreter ist der 1. Beigeordnete mit der Amtsbezeichnung „Bürgermeister“.
Stadtoberhäupter seit 1819
| - 1819–1832: Christian Ludwig Glöckler - 1832–1841: Philipp Gottlieb Osiander - 1841–1849: Heinrich August Kübel - 1849–1878: Johann Georg Heim - 1878–1908: Ernst Kröner - 1908–1943: Andreas Marx - 1943–1945: Reinhold Seeber | - 1945–0000: Martin Schempp - 1945–1975: Franz Kröning - 1975–1988: Werner Hauser - 1988–2004: Peter Jakob - 2004–2020: Angelika Matt-Heidecker (SPD) - seit 202000: Pascal Bader |

Am 4. Dezember 2011 wurde Matt-Heidecker mit 94,34 Prozent der Stimmen für eine zweite Amtszeit wiedergewählt.
Bei der Wahl am 1. Dezember 2019 erhielt Amtsinhaberin Angelika Matt-Heidecker 28,8 % der Stimmen, der parteilose Herausforderer Pascal Bader 70,8 %. Er trat seine achtjährige Amtszeit zum 1. März 2020 an.

### Wappen und Flagge
Das Wappen der Stadt Kirchheim unter Teck zeigt unter goldenem Schildhaupt, darin eine liegende schwarze Hirschstange, in Blau ein mit Kesselrinken besetztes silbernes Kreuz (Kirchenspange). Die Stadtflagge ist gelb-blau.
Das Wappen wird schon lange geführt. Bereits 1295 ist es in den Stadtsiegeln belegt, wobei die württembergische Hirschstange erst später hinzukam. Das Wappensymbol wird auch als Kirchheimer Kreuz bezeichnet. Die Blasonierung des Wappens ist seit 1535 belegt. Die Stadtflagge wurde hingegen erst 1902 festgelegt.

### Partner- und Patenschaften
Städtepartnerschaften bestehen

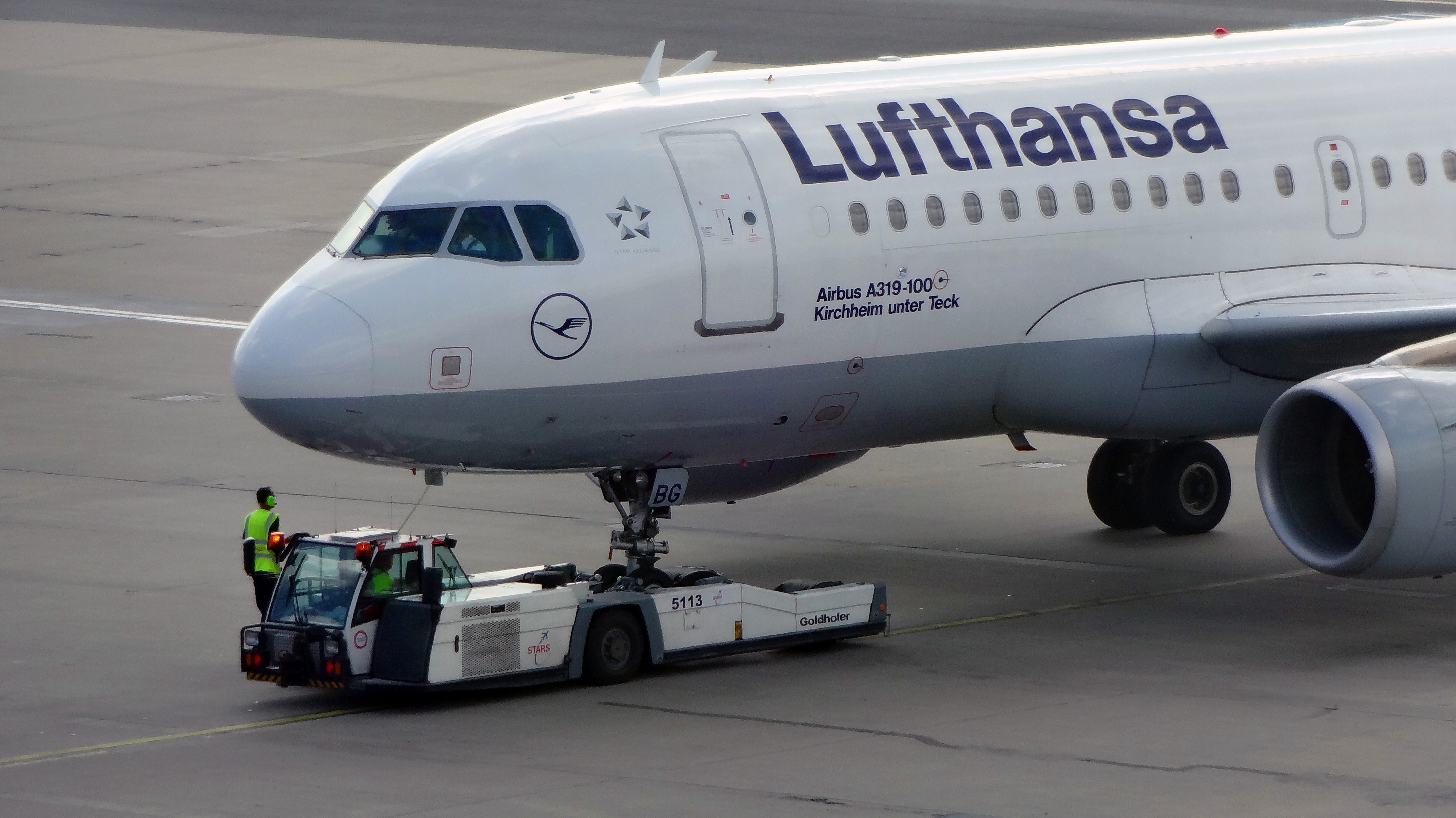
Airbus A319-100 „Kirchheim unter Teck“ in Hamburg vor dem Start

- seit 1967 mit Rambouillet in Frankreich
- seit 1997 mit Kalocsa in Ungarn
- seit 2017 mit Bački Petrovac in Serbien

Patenschaften bestehen seit 1953 für Freiwaldau-Gräfenberg in Tschechien und seit 1966 für Bulkes in Serbien; aus beiden Städten kamen viele Heimatvertriebene nach Kirchheim.
Ab 1992 war die Stadt Pate eines Lufthansa-Passagierflugzeugs der Baureihe Boeing 737-500 mit der Registrierung D-ABIZ; diese Maschine wurde im Juli 2011 außer Dienst gestellt. Seit September 2011 trägt der Airbus A319-114 mit dem Kennzeichen D-AIBG den Namen der Stadt.

## Wirtschaft und Infrastruktur

### Verkehr

#### Bahn- und Busverkehr
Kirchheim ist über die von Wendlingen nach Oberlenningen führende Teckbahn an das Eisenbahnnetz angeschlossen. Im Stadtgebiet liegen die Bahnhöfe Kirchheim (Teck)-Ötlingen und Kirchheim (Teck) sowie der Haltepunkt Kirchheim (Teck) Süd. Bis Kirchheim ist die Bahnstrecke in das Stuttgarter S-Bahn-Netz integriert und wird von der Linie S1 im 30-Minuten-Takt bedient. Im weiteren Verlauf bis Oberlenningen verkehren stündlich Regionalbahnen. Zudem fahren mehrmals wöchentlich Güterzüge nach Dettingen.
Die frühere Bahnstrecke Kirchheim (Teck) Süd–Weilheim (Teck) und die daran liegenden ehemaligen Haltepunkte Kirchheim (Teck)-Bohnau und Kirchheim (Teck)-Jesingen ist seit 1995 außer Betrieb, der Personenverkehr nach Weilheim wurde bereits 1982 aufgelassen. Die Schnellfahrstrecke Wendlingen–Ulm umfährt Kirchheim weitgehend im Albvorlandtunnel südlich der A 8. Im Stadtgebiet versorgen vor allem zahlreiche Buslinien von Bader, Schlienz-Tours und WBG den öffentlichen Personennahverkehr (ÖPNV) und binden Kirchheim an mehrere Nachbargemeinden an. Alle Linien verkehren zu einheitlichen Preisen innerhalb des Verkehrs- und Tarifverbunds Stuttgart (VVS).
Kirchheim unter Teck ist Bestandteil des Fernbusnetzes von Flixbus.

#### Fernstraßen
Die Bundesautobahn 8 (Karlsruhe–München) verläuft durch das südliche Stadtgebiet. Kirchheim ist über die Anschlussstellen Kirchheim-West und Kirchheim-Ost zu erreichen. Ferner führt die Bundesstraße 297 (Lorch–Tübingen) durch die Stadt. In Kirchheim beginnt auch die Bundesstraße 465 nach Süden durch das Lenninger Tal bis Leutkirch im Allgäu.

#### Flugplatz
Zu Kirchheim gehören auch der Verkehrslandeplatz Nabern und der Segelflugplatz Hahnweide, die allerdings nicht kommerziell angeflogen werden.

#### Radverkehr
Über Alltagsradrouten aus dem Radnetz Baden-Württemberg ist Kirchheim über Wendlingen mit Filderstadt und Leinfelden-Echterdingen verbunden, außerdem mit Weilheim an der Teck.
Kirchheim ist Mitglied in der Arbeitsgemeinschaft Fahrrad- und Fußverkehrsfreundlicher Kommunen in Baden-Württemberg und hat 2024 die „Qualitätsstufe“ für eine fahrradfreundliche Kommune erreicht. Bereits 2012 wurde Kirchheim als fahrradfreundliche Kommune ausgezeichnet, was 2018 erneuert wurde.

### Öffentliche Einrichtungen
Die Stadtbücherei am Krautmarkt umfasst einen Bestand von 64.600 Medien und erzielte 2012 rund 281.000 Entleihungen. Bis 1990 war die Stadtbücherei im gegenüberliegenden Max-Eyth-Haus untergebracht, seitdem befindet sie sich an ihrem jetzigen Standort am Krautmarkt.

### Ansässige und ehemalige Unternehmen

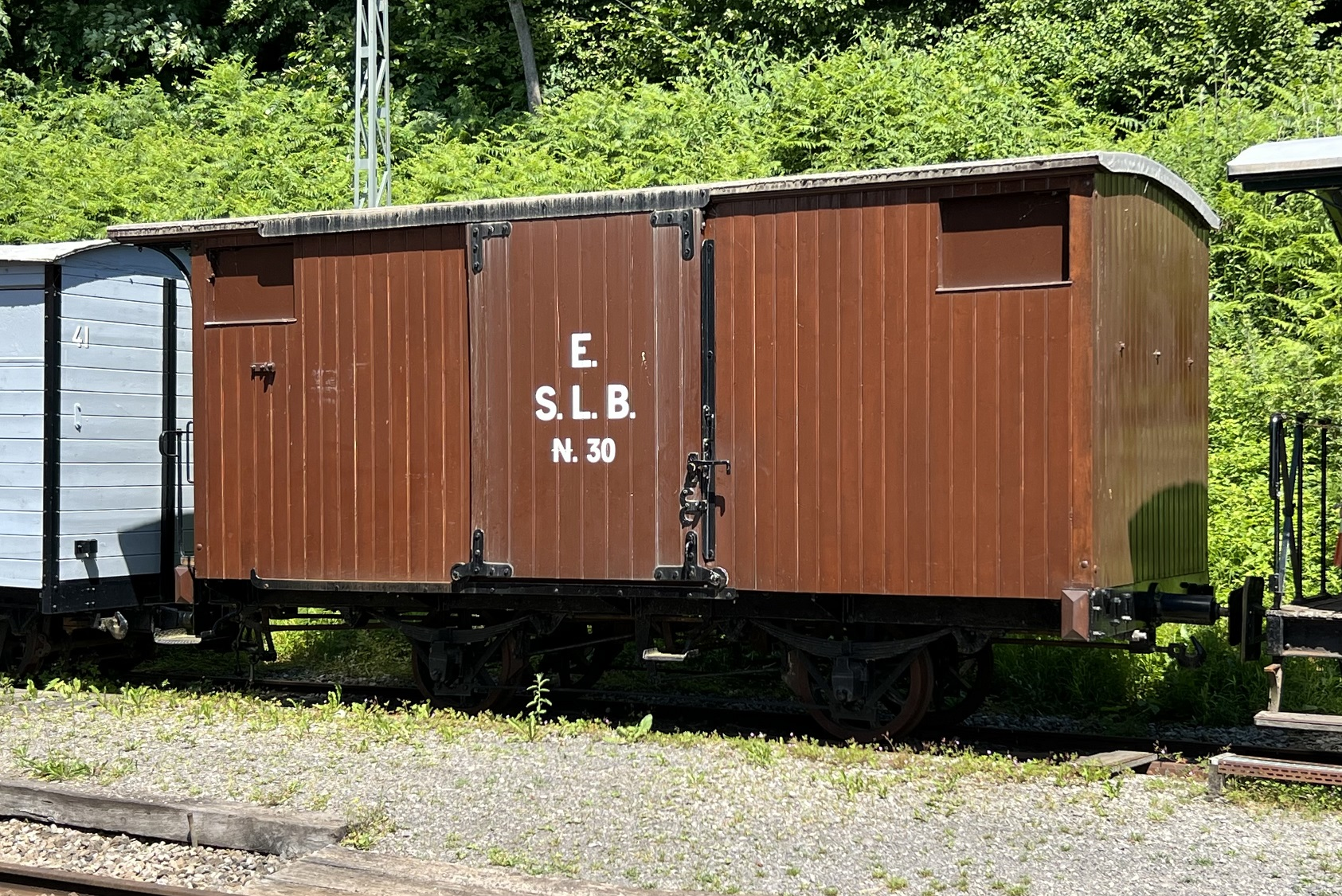
Einer der ältesten Güterwagen der Schweiz, hergestellt 1874 durch die Maschinenfabrik Kirchheim, bei einer Museumsbahn in der Westschweiz, 2023

In Kirchheim unter Teck begann bereits früh die Industrialisierung. Bekannte Vertreter nicht mehr existierender Unternehmen sind das Textilunternehmen Kolb & Schüle AG, die Schrauben- und Flanschenfabrik Emil Helfferich, die Maschinenfabrik Kirchheim, die Eisengießerei Grüninger und Prem, die Pianofortefabrik Kaim, die Firma Teck-Harmonium, die Papierwarenfabrik Otto Ficker AG, die Zigarrenfabrik Laukhardt oder der Rüstungsbetrieb MBB.
Zu den bekanntesten bestehenden Unternehmen mit Sitz in Kirchheim zählen der Sitzhersteller Recaro, Graupner Modellbau, der Wander- und Skistockhersteller Leki und Schempp-Hirth Flugzeugbau. Im Industriepark Nabern sitzen die Verwaltung des weltgrößten Omnibusherstellers EvoBus sowie NuCellSys, ein Unternehmen, das Brennstoffzellen entwickelt und die ACCUmotive, die Batterien für Elektroautos entwickelt. Alle drei sind Tochtergesellschaften der Daimler AG. Der Antriebs- und Steuerungstechnikhersteller AMK und der Halbleiterproduzent Dialog Semiconductor (Ortsteil Nabern) haben ebenfalls ihren Hauptsitz in Kirchheim unter Teck, ebenso die Krankenkasse BKK Scheufelen.
Außerdem betreibt der Münchener Mischkonzern Siemens eine bedeutende Niederlassung in Kirchheim unter Teck.
Des Weiteren hat die Heinrich Feeß GmbH & Co. KG ihren Firmensitz in Kirchheim, dieses im Bereich Erdbau, Abbruch und Recycling in der Region Stuttgart tätig ist.
C. Riethmüller GmbH ist ein europaweit bedeutender Anbieter von Partyartikeln, wie etwa Lampions (Hoflieferant im 19. Jahrhundert), Girlanden, Latexballons und gehört seit 2011 zu Amscan Inc, New York.
Das Logistikunternehmen Mosolf hat seinen Hauptsitz in Kirchheim. Es zählt zu den größten Unternehmen auf dem Gebiet der Automobillogistik in ganz Europa.
Das Unternehmen Zinkpower besteht seit 1973.

### Medien
In Kirchheim unter Teck erscheint als Tageszeitung „Der Teckbote“, eine Regionalausgabe der Südwest Presse.

### Behörden, Gericht und Einrichtungen
Kirchheim unter Teck verfügt über eine Außenstelle des Finanzamts Nürtingen, eine Außenstelle des Landratsamts Esslingen und ein Amtsgericht, das zum Landgerichtsbezirk und zum OLG-Bezirk Stuttgart gehört. Außerdem ist die Bundesanstalt Technisches Hilfswerk an der Henriettenstraße mit dem Ortsverband Kirchheim/Teck vertreten.
Die Stadt ist auch Sitz des Kirchenbezirks Kirchheim unter Teck der Evangelischen Landeskirche in Württemberg.
An Gesundheitseinrichtungen hat die Stadt ein Kreiskrankenhaus des Landkreises Esslingen, die Medius-Klinik Kirchheim. Nach dem Umzug der psychiatrischen Abteilung von Nürtingen nach Kirchheim im Februar 2017 hat der Standort Kirchheim 435 Betten und ist mit 900 Mitarbeitern der größte Arbeitgeber in Kirchheim.
Darüber hinaus gibt es mehrere Sport- und Freizeiteinrichtungen, darunter ein Freibad, 11 Sport- und Veranstaltungshallen, eine Skateanlage, einen Reitstall sowie 10 Stadien bzw. Sportplätze.

### Bildung

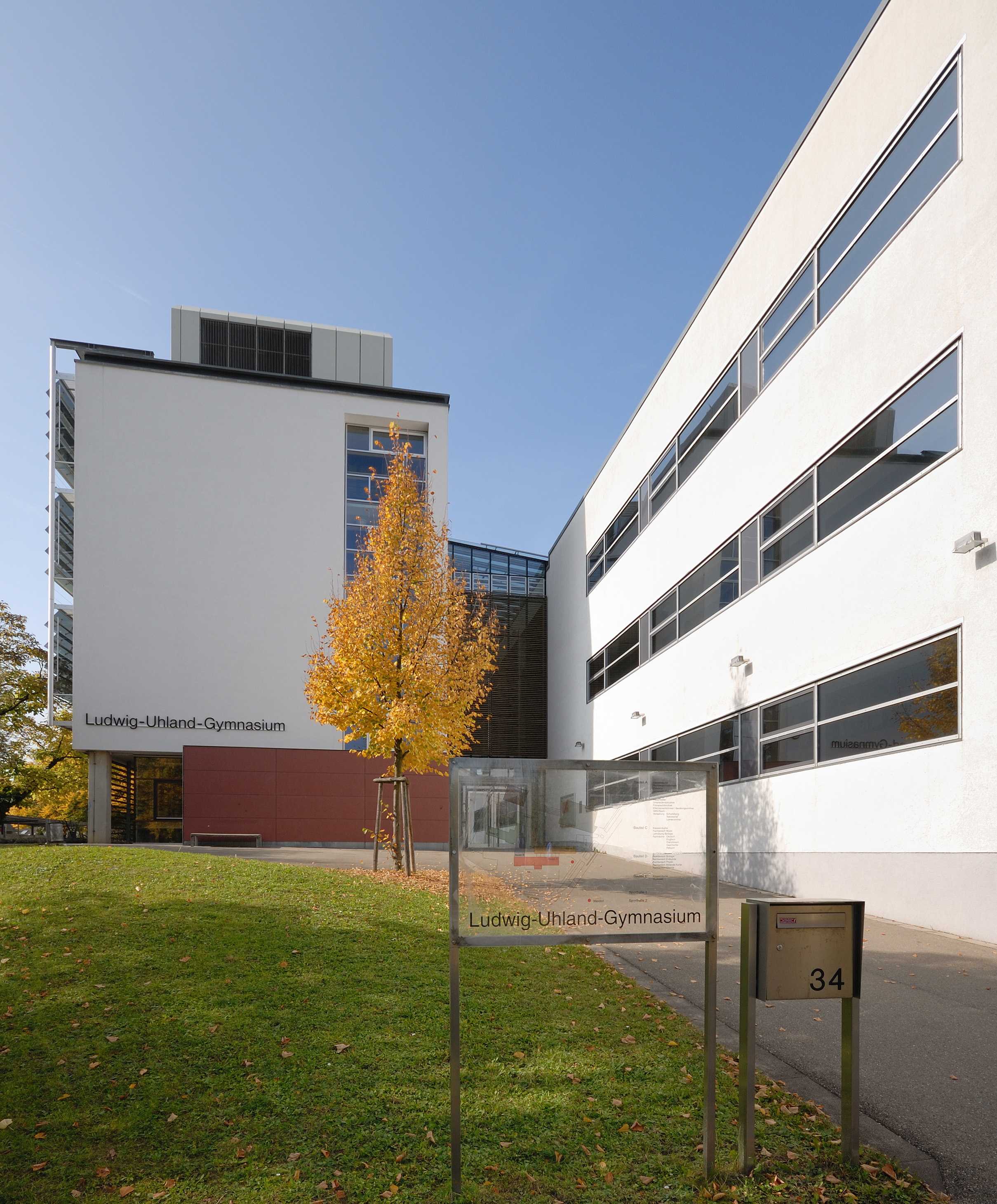
Ludwig-Uhland-Gymnasium

In Kirchheim unter Teck gibt es ein Pädagogisches Fachseminar zur Ausbildung von Lehrern, zwei allgemeinbildende Gymnasien (das Schlossgymnasium und das Ludwig-Uhland-Gymnasium), ein technisches Gymnasium innerhalb der Max-Eyth-Schule sowie ein Wirtschaftsgymnasium (innerhalb der Jakob-Friedrich-Schöllkopf-Schule), zwei Realschulen (Freihof- und Teck-Realschule), eine Förderschule (Konrad-Widerholt-Schule), vier Grund- und Hauptschulen bzw. Grund- und Hauptschulen mit Werkrealschule (Eduard-Mörike-Schule Ötlingen mit Außenstelle Haldenschule, Grund- und Hauptschule mit Werkrealschule Alleenschule, Jesingen und Raunerschule) sowie drei selbständige Grundschulen (Freihofschule, Grundschule Nabern und Konrad-Widerholt-Schule mit Außenstelle auf dem Schafhof).
Der Landkreis Esslingen ist Schulträger der Beruflichen Schulen (Jakob-Friedrich-Schöllkopf-Schule – Kaufmännische Schule und Max-Eyth-Schule – Gewerbliche Schule) sowie des Carl-Weber-Schulkindergartens für Geistigbehinderte.
Die private Freie Waldorfschule, die Janusz-Korczak-Schule für Erziehungshilfe am Heim sowie die Sonderberufsfachschule der Paulinenpflege und die private Krankenpflegeschule des Diakonissenmutterhauses Aidlingen am Kreiskrankenhaus runden das schulische Angebot in Kirchheim unter Teck ab.
Bei der Volkshochschule Kirchheim unter Teck e. V. gibt es seit 1947 ein vielfältiges Kursangebot.
Für kleinere Kinder gibt es 49 Kindergartengruppen mit 1328 Plätzen, 5 Gruppen in einer Kindertagesstätte mit 85–88 Plätzen, fünf Gruppen in kirchlichen Kindergärten mit 75–81 Plätzen und fünf Gruppen in freien Kindergärten mit 119 Plätzen.
In Kirchheim befindet sich die agrartechnische Bildungsanstalt DEULA Baden-Württemberg zur Schulung im Bereich Agrartechnik und Landbau sowie eine verkehrspädagogische Akademie (VPA) zur Fahrlehrerausbildung.

## Kultur und Sehenswürdigkeiten

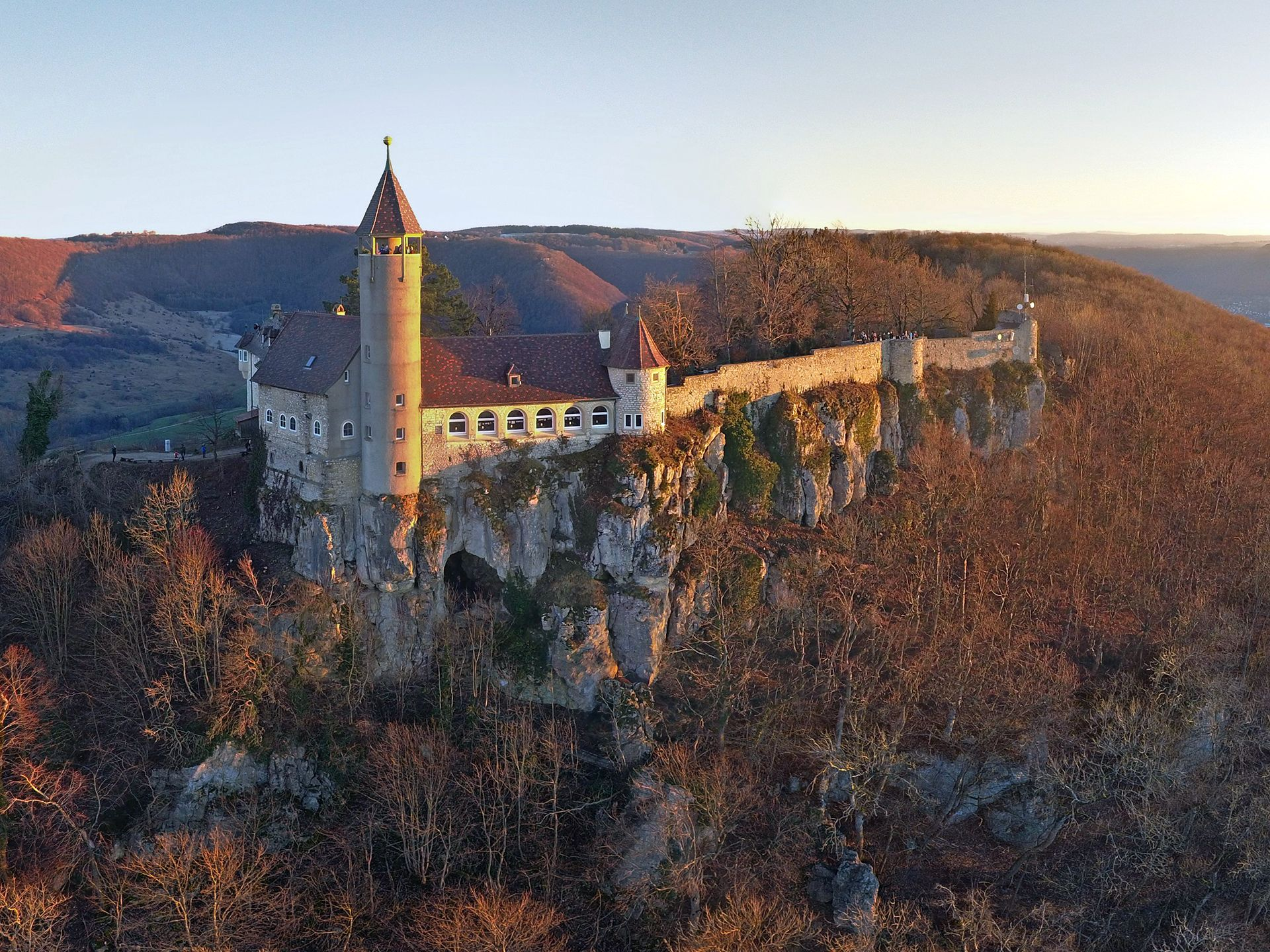
Burg Teck

Kirchheim liegt an der Südroute der Deutschen Fachwerkstraße mit vielen Sehenswürdigkeiten.
Die Bürgerseen zwischen Nürtingen und Kirchheim sind ein bekanntes Naherholungsgebiet.

### Museen
- Städtisches Museum im Kornhaus
- Literarisches Museum im Max-Eyth-Haus
- Galerie im Kornhaus – Galerie für regionale und zeitgenössische Kunst
- Schlossmuseum mit acht Fürstenzimmern im Kirchheimer Schloss
- Feuerwehrmuseum am Technischen Zentrum in der Henriettenstraße
- Kupferschmiede Kirchheim – Historische Kupferschmiederei und Apparatebauanstalt.[24][25]

### Gedenkstätten
Am ehemaligen Pfarrhaus erinnern eine Gedenktafel und im Inneren ein Versammlungsraum an den erklärten Hitlergegner und protestantischen Pfarrer der Bekennenden Kirche, Otto Mörike.

#### Stolpersteine
Innerhalb des Stadtgebiets sind bisher 14 Stolpersteine verlegt worden. Sie sollen an das Schicksal der Menschen erinnern, die während des Holocausts ermordet, deportiert, vertrieben oder in den Suizid getrieben wurden.

### Bauwerke

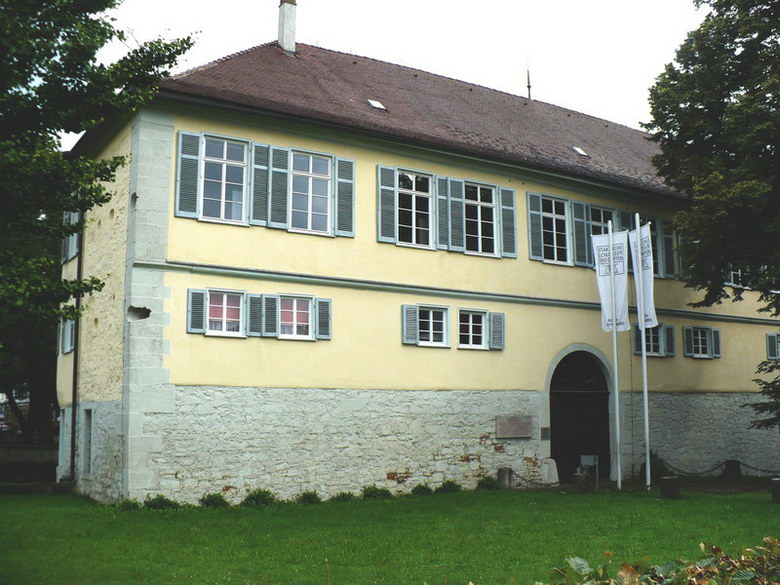
Renaissance-Schloss

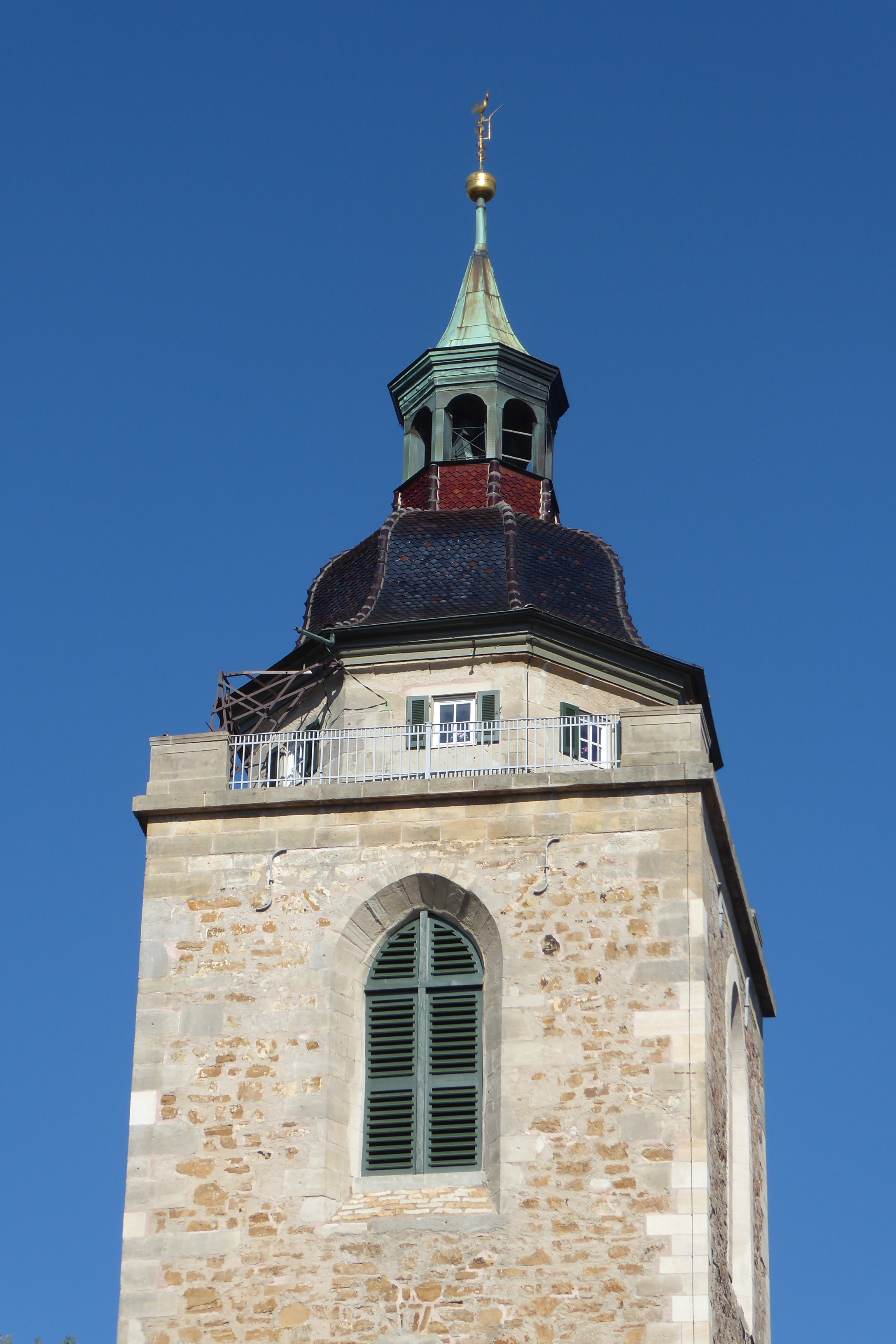
Martinskirche

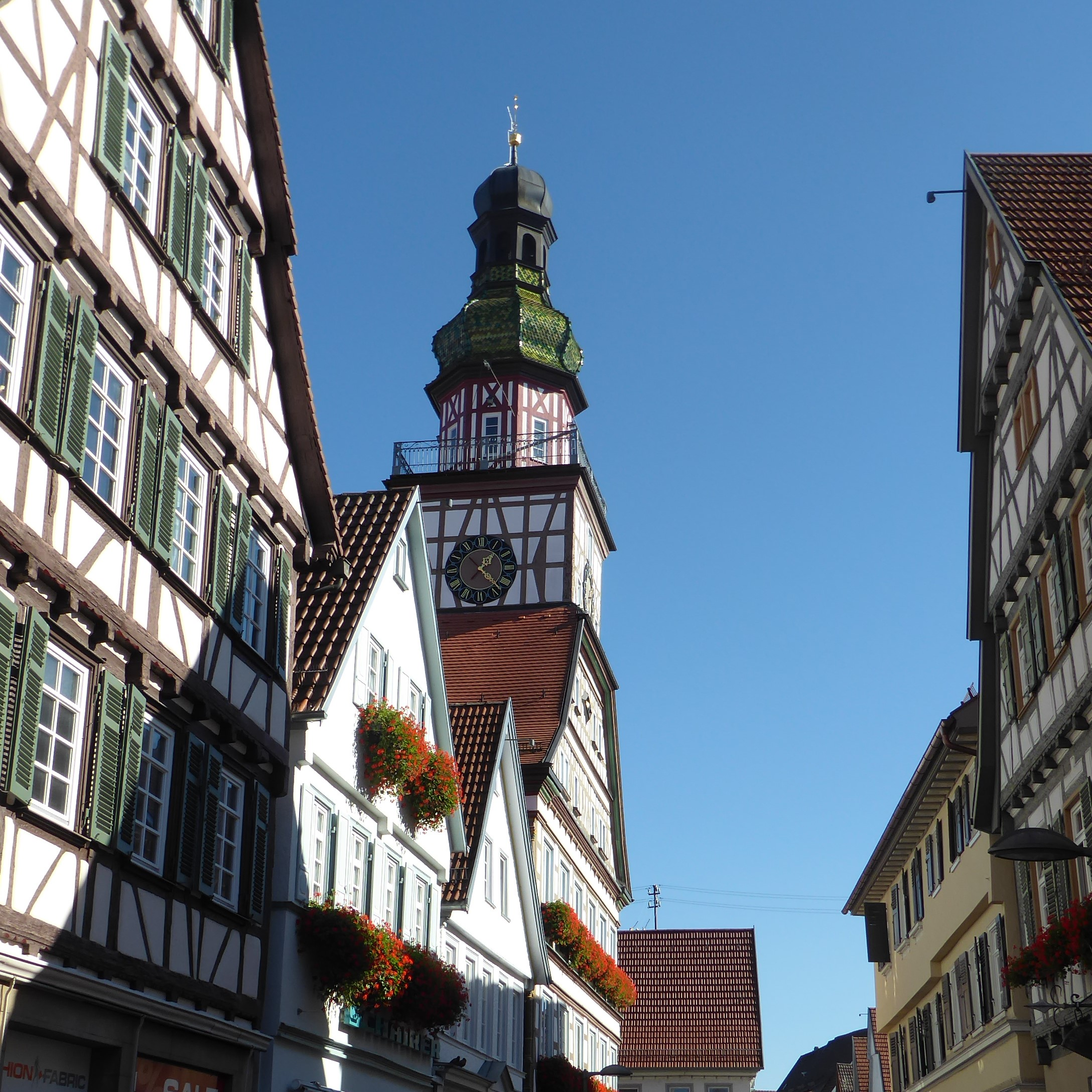
Fachwerkhäuser und Rathaus

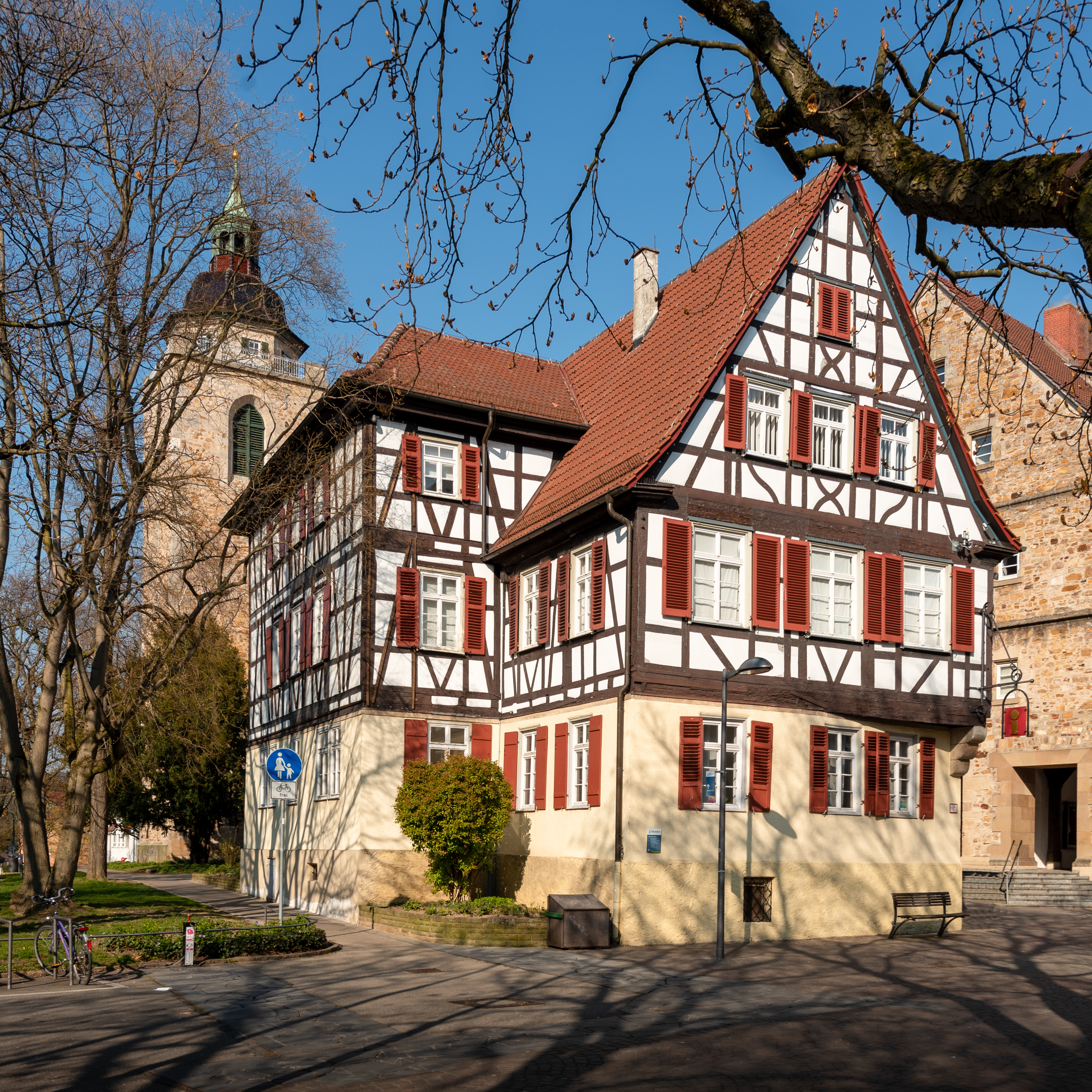
Geburtshaus von Max Eyth

Sehenswert ist die historische Altstadt von Kirchheim mit vielen Fachwerkhäusern, darunter das alte Rathaus (Wahrzeichen der Stadt) mit Kassettendecke und Mondphasenuhr. Die Martinskirche ist die evangelische Hauptkirche der Stadt. Die Kirche wurde erstmals 960 erwähnt und in der Mitte des 15. Jahrhunderts in ihrer heutigen Form im Stil der Gotik errichtet. Zu den weiteren historischen Bauwerken der Stadt zählen das Schlößle, das im Kern aus dem Jahr 1427 stammt, das Kornhaus, erbaut um 1550, das Renaissance-Schloss (errichtet von 1538 bis 1560) sowie Reste der Stadtmauer und der Schlossgraben mit Bastion, ferner das Max-Eyth-Haus (Geburtshaus von Max Eyth), das mit dem 1538 errichteten Alten Haus (ehem. Stadttorherberge) eines der ältesten Gebäude der Stadt ist, das Wachthaus (das einzig erhaltene von ehemals vier Wachthäusern) und das Spital aus dem 14. Jahrhundert.
Weitere evangelische Kirchen in der Kernstadt sind die Christuskirche von 1909, die Kreuzkirche von 1956, die Thomaskirche von 1967 und die Auferstehungskirche von 1972. Katholische Kirchen sind St. Ulrich von 1910 und Maria Königin von 1967.
Die namensgebende Burg Teck liegt einige Kilometer südlich von Kirchheim bei Owen (Teck).
In den Stadtteilen gibt es folgende Kirchen: Evangelische Kirche Jesingen (neugotisch mit Resten aus dem 13. Jahrhundert), evangelische Kirche Nabern (spätgotisch mit freistehendem Turm, der 1870 einen Achteckhelm erhielt), Johanneskirche in Ötlingen (erbaut um 1600) und Matthäuskirche Lindorf (erbaut 1961).

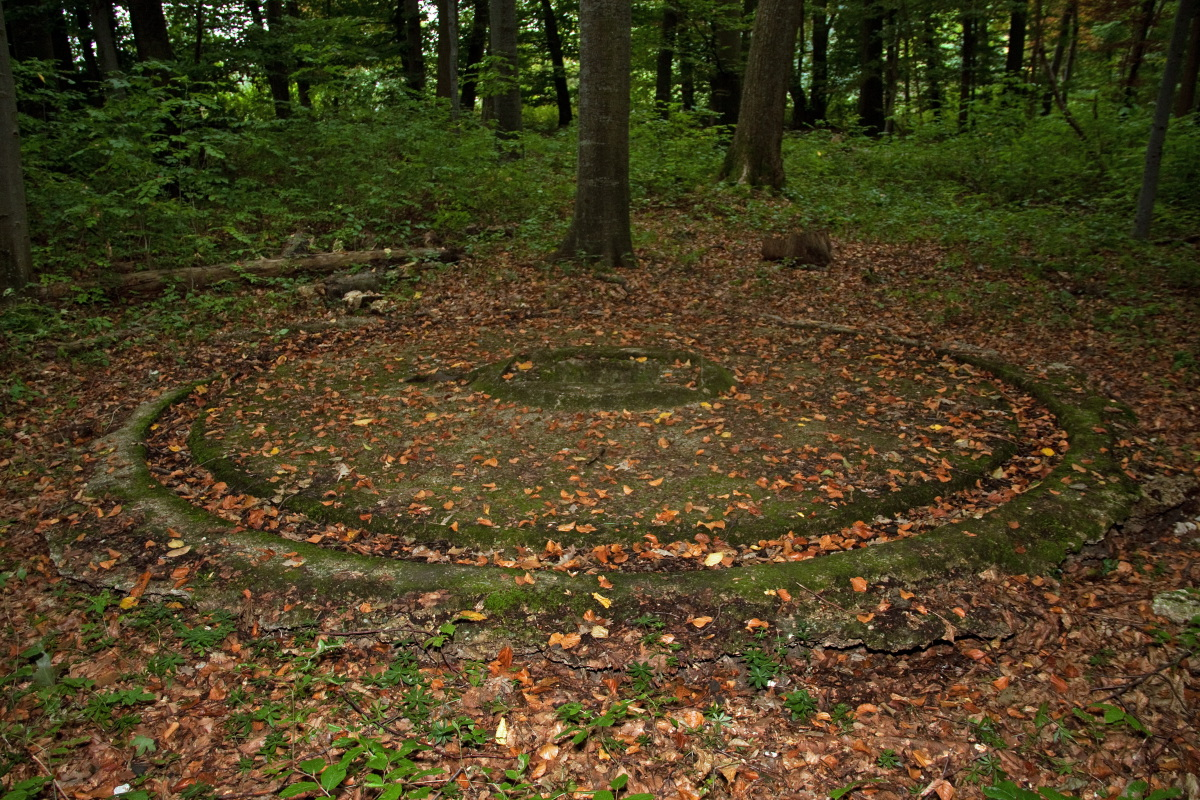
Reste der Startrampen für die Natter im Hasenholz-Wald

Im Jahre 1945 wurden im Hasenholz-Wald drei Startrampen für das Raketenflugzeug Bachem Ba 349 „Natter“ errichtet. Im Zuge der Bauarbeiten zu S21 wurden die zwei nördlich liegenden entfernt. Die verbleibende gilt als die einzig öffentlich zugängliche, da die Startrampe auf dem Ochsenkopf des Truppenübungsplatzes Heuberg, von der aus Lothar Sieber einen tödlichen bemannten Testflug unternahm, weiterhin in einem militärischen Sperrbezirk liegt.

### Kirchheimer Kunstweg
Der Kirchheimer Kunstweg umfasst seit 2004 eine Sammlung zeitgenössischer Werke deutscher und internationaler Künstler in der Innenstadt und in Ötlingen.

### Regelmäßige Veranstaltungen
- März: Märzenmarkt
- April/Mai: Internationaler Hahnweide-Segelflug-Wettbewerb
- Mai/Juni: Kirchheimer Musiknacht
- Juni–August: Kirchheimer Sommer
- August: Kirchheimer Weindorf
- August: Sommernachtskino
- Oktober: „Goldene Oktobertage“
- Oktober: Wollmarkt (nur in geraden Jahren)
- November: Gallusmarkt
- Dezember: Weihnachtsmarkt
- Dezember: Silvesterlauf zur Teck
- Oldtimer-Fliegertreffen auf der Hahnweide Anfang September (nur an ungeraden Jahren)

### Sport
Die Basketballer der Kirchheim Knights spielen in der ProA. Die Heimspiele werden in der Sporthalle Stadtmitte (Alleenschule) ausgetragen.

## Persönlichkeiten

### Ehrenbürger
Die Stadt Kirchheim unter Teck hat folgenden Personen das Ehrenbürgerrecht verliehen:
- 1873: Gottlieb Christian Friedrich von Hauff (1802–1882), Oberamtsarzt: Er war ab 1841 in Kirchheim u. a. als Leibarzt für Herzogin Henriette von Württemberg tätig und machte wegen seines Einsatzes von Chloroform bei Operationen von sich reden. Wegen seiner großen Verdienste auf wissenschaftlichem und literarischem Gebiet, insbesondere einem Buch über die Ruhr und zahlreichen Zeitschriftenabhandlungen, wurde ihm die Ehrenbürgerwürde verliehen.
- 1891: Karl Strölin (1824–1901), Rektor: Für sein überaus engagiertes und sehr erfolgreiches pädagogisches Wirken erhielt er 1868 den Titel des Rektors der Lateinschule und 1885 das Ritterkreuz erster Klasse des württembergischen Friedrichsordens. Unter seiner Führung stieg die Zahl der Schüler auf 150. Aus Anlass seiner 25-jährigen Tätigkeit in Kirchheim verlieh ihm die Stadt das Ehrenbürgerrecht.
- 1908: Ernst Kröner (1842–1926), Stadtschultheiß: Er widmete sich allen Bereichen der Kommune, wie Förderung des Schulwesens, Verlängerung der Eisenbahn, die Gas- und Wasserversorgung, Elektrizität und Kanalisation, sowie Erschließung neuer Wohngebiete. Für seine vorzügliche Amtsführung erhielt er aus der Hand des Königs mit dem Friedrichsorden 1. Klasse die höchste Auszeichnung, die es in Württemberg gab. Die Stadt würdigte seine Verdienste in dreißig Jahren Amtszeit mit dem Ehrenbürgerrecht.
- 1915: Friedrich Wilhelm Schönig (1847–1923), Rektor: Wegen seiner bedeutenden Leistungen im Zusammenhang mit dem Ausbau der höheren Schule, dem Realprogymnasium, und des ausgeprägten ehrenamtlichen Engagements im Gewerbeverein, im Turnverein, Kirchengemeinderat und Verschönerungsverein, wurde ihm das Ehrenbürgerrecht verliehen.
- 1915: Julius Krauß (1841–1923), Oberamtsarzt: Zum Ehrenbürger der Stadt wurde er für sein fünfzigjähriges, unermüdliches Wirken als Arzt in Kirchheim, für ein wissenschaftliches Werk über das Medizinalwesen Württembergs sowie für seinen Einsatz für die Kinderkrippe ernannt. Er war ein gewissenhafter Berater zur Verbesserung der gesundheitlichen Verhältnisse im Stadtgebiet und betreute das Wilhelmhospital.
- 1919: Otto Ficker (1859–1928), Fabrikant: Neben seiner beruflichen Tätigkeit hat er stets regen Anteil am bürgerlichen Leben genommen. Als Gemeinderat, Mäzen, Förderer der Kultur und der Schulen, ist er bis heute unvergessen. Er vertrat als Stadtvorstand Bürgermeister Marx im Ersten Weltkrieg. Durch großzügige Stiftungen ermöglichte er u. a. die Einrichtung des Altenheims Fickerstift. Bürgermeister Marx zeichnete ihn mit dem Ehrenbürgerrecht aus.
- 1933: Wilhelm Murr (1888–1945), Reichsstatthalter[27]
- 1933: Christian Mergenthaler (1884–1980), württembergischer Ministerpräsident[27]
- 1956: Andreas Marx (1876–1963), Bürgermeister: Er hatte sich das Ehrenbürgerrecht als Bürgermeister von 1909 bis 1943 in schweren Zeiten der Stadt verdient. Sein Augenmerk galt dem Schul- und Bildungswesen, dem Wohnungsbau und der Wasserver- und -entsorgung. Er war federführend bei der Gründung des Gewerbeschulverbands und der Ansiedlung des staatlichen Hauswirtschaftlichen Seminars.
- 1960: Walter Jacob (1893–1982), Direktor: Als Direktor des ältesten Kirchheimer Industrieunternehmens Kolb & Schüle erwarb er sich durch seinen engagierten Einsatz große Verdienste. Er stellte sich für die Mitarbeit im Gemeinderat zur Verfügung und war bis 1965 erster Stellvertreter des Oberbürgermeisters. Zudem wurde er in den Aufsichtsrat der Kreisbaugesellschaft und der Otto Ficker AG gewählt. Sein Einsatz wurde ihm mit der Ehrenbürgerwürde gedankt.
- 1975: Franz Kröning (1914–1991), Oberbürgermeister: In seiner dreißigjährigen Amtszeit hat er sich insbesondere in den schweren Nachkriegsjahren als Stadtvorstand außerordentliche Verdienste erworben. Er brachte nach 1945 die Verwaltung wieder in Gang und die 7.000 Flüchtlinge und Heimatvertriebene in der 13.000 Einwohner zählenden Stadt unter. Linderung der Wohnungsnot, Ansiedlung von Industrie und Gewerbe, Bau von Schulen und Kindergärten waren einige seiner Schwerpunkte. Er begründete die Städtepatenschaften mit Freiwaldau-Gräfenberg und Bulkes und die Städtepartnerschaft mit Rambouillet. Mit dem Ehrenbürgerrecht erhielt er den Ehrenring der Stadt Kirchheim unter Teck.
- 1979: Jacqueline Thome-Patenôtre (1906–1995), Bürgermeisterin der Partnerstadt Rambouillet: Die Bürgermeisterin der französischen Stadt Rambouillet war Staatssekretärin, Mitglied und Vizepräsidentin der Nationalversammlung sowie Europaabgeordnete. Sie erwarb sich in ihrer 35-jährigen Amtszeit große Verdienste bei der mit Franz Kröning begründeten Städtepartnerschaft von Rambouillet und Kirchheim unter Teck. Der Gemeinderat Kirchheims beschloss, ihr für diesen unermüdlichen Einsatz das Ehrenbürgerrecht zu verleihen.
- 1990: Karl Schmid (1921–2002), Verwaltungsangestellter: Er hatte sich in vier Jahrzehnten bleibende Verdienste im öffentlichen, politischen und wirtschaftlich-sozialen Leben erworben. Bedeutend sind sein Engagement für den VdK und als ehrenamtlicher Sozialrichter, seine 31 Jahre dauernde Gemeinderatstätigkeit, der Fraktionsvorsitz der SPD und die Tätigkeit als ehrenamtlicher Stellvertreter des Oberbürgermeisters.

### Söhne und Töchter der Stadt

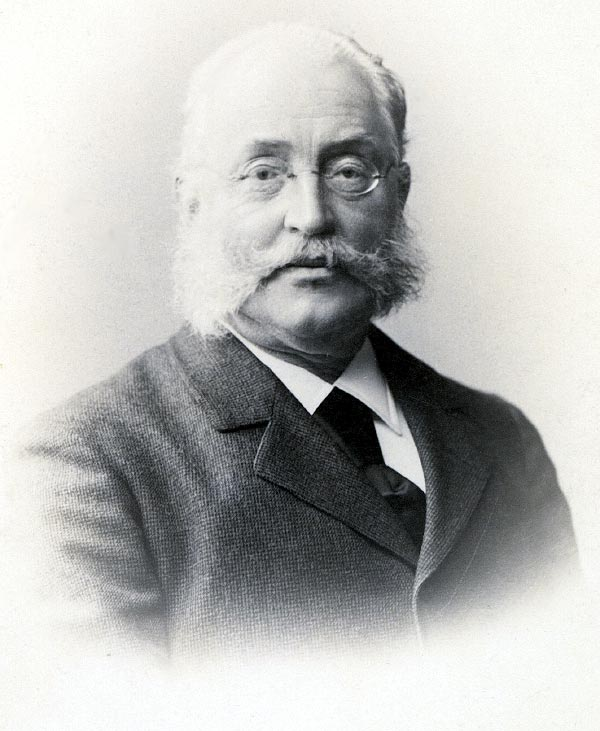
Max Eyth (1896)

- Kaspar Forstmeister (um 1474–1529), Jurist, Hochschullehrer und Rektor der Eberhard Karls Universität Tübingen
- Johann Scheubel (1494–1570), Mathematiker, Wegbereiter der Algebra in Europa
- Hans Dorn (nach 1550–1594), württembergischer Maler
- Magnus von Württemberg-Neuenbürg (1594–1622), Herzog von Württemberg
- Jeremias Rebstock (1602–1660), geboren in Jesingen, evangelischer Theologe
- Christoph Wölfflin (1625–1688), Professor an der Universität Tübingen
- Johann Andreas Hochstetter (1637–1720), Theologe und Professor an der Universität Tübingen
- Johannes Majer (1667–1747), seit 1711 herzoglich württembergischer Kabinettsenenist[28]
- Samuel Urlsperger (1685–1772), lutherischer Theologe
- Anna Maria Benz (1694–1738), Kunstmalerin
- Christoph Friedrich von Pfleiderer (1736–1821), Mathematiker
- Johannes Kolb (1736–1810), Textilunternehmer, Gründer der Kolb & Schüle
- Nikolaus Ferdinand Auberlen (1755–1828), Musiker und Komponist
- Johann Georg Hutten (1755–1834), Gymnasialrektor und klassischer Philologe
- Johann Simon von Kerner (1755–1830), Arzt und Botaniker
- Johann Friedrich Müller (1773–1826), geboren in Nabern, württembergischer Oberamtmann
- Johann Friedrich Osiander (1787–1855), Gynäkologe und Urologe
- Wilhelm Ludwig Friedrich Mögling (1788–1854), Gymnasiallehrer und evangelischer Pfarrer
- Christian Wilhelm Heinrich Bardili (1789–1847), Philologe und Bibliothekar
- Christian Friedrich Osiander (1789–1839), Buchhändler
- Karl Friedrich Bardili (1790–1826), württembergischer Oberamtmann
- Christoph Friedrich Schlienz (1803–1868), Missionar
- Rudolf Friedrich Schüle I. (1808–1886), Unternehmer und Mitbegründer der Kirchheimer Eisenbahn-Gesellschaft
- Heinrich Kraz (1811–1891), Rektor und Politiker, Landtagsabgeordneter
- Christian Ehninger (1818–1896), Kaufmann, Landtagsabgeordneter (1883–1895)
- Wolfgang Friedrich Geß (1819–1891), evangelischer Theologe
- Jakob Friedrich Schöllkopf (1819–1899), Gründer der Niagara Falls Hydraulic Power Company
- Christoph Friedrich Eppler (1822–1902), Theologe und Kirchenlieddichter
- Gottlieb Heileman (1824–1878), Unternehmer, Gründer der City Brewery
- Georg Christian Wernle (1825–1879), württembergischer Oberamtmann
- Theodor Ehninger (1834–1890), Posthalter und Landtagsabgeordneter
- Max Eyth (1836–1906), Ingenieur und Dichter
- Karl von Berg (1837–1921), Theologe, Generalsuperintendent von Heilbronn und Ludwigsburg
- Richard Julius von Preu (1837–1910), württembergischer Oberamtmann
- Robert Benjamin Kübel (1838–1894), lutherischer Theologe und Hochschullehrer
- Paulus von Braun (1842–1924), Generalsuperintendent (Bischof) von Schwäbisch Hall, Landtagsabgeordneter
- Wilhelm Beurlen (1843–1924), württembergischer Landtagsabgeordneter
- Friedrich Braun (1850–1904), Theologe
- Carl Christian Maier (1851–1938), Inhaber einer Baumwollspinnerei, Landwirt und württembergischer Landtagsabgeordneter
- Franz Kaim (1856–1935), Dirigent, königlich württembergischer Hofrat
- Otto Ficker (1859–1928), Unternehmer, Kommunalpolitiker und Mäzen
- Gottlieb Kenngott (1862–1945), Politiker (SPD), Mitglied der Weimarer Nationalversammlung, MdL (Württemberg)
- Hermann Hiller (1867–1931), Politiker, Landtagsabgeordneter
- Hermann Gustav Bayer (1876–1928), Politiker, Landtagsabgeordneter
- Oskar Rupp (1876–1963), Jurist, württembergischer Oberamtmann
- Otto Dorfner (1885–1955), Buchbindermeister und Einbandgestalter
- Wilhelm Mößner (1888–1955), Politiker (SPD), Landtagsabgeordneter
- Stephan Weickert (1892–1952), Vertriebenenpolitiker, Bundestagsabgeordneter
- Richard Lohrmann (1896–1970), Forstmann und Naturschützer
- Franz Frank (1897–1986), Maler und Graphiker
- Emil Preiss (1898–1962), deutsch-US-amerikanischer Turner, Trainer und Sportlehrer
- Fritz Haußmann (1900–1975), Landtagsabgeordneter der CDU in Baden-Württemberg
- Eugen Gerstenmaier (1906–1986), Politiker (CDU), MdB, Bundestagspräsident, Widerstandskämpfer im Dritten Reich
- Willy Schneider (1907–1983), Musikpädagoge, Komponist und Dirigent
- Karl Gösele (1912–2004), Bauphysiker
- Willy Renz (1913–1981), US-amerikanischer Handballspieler
- Walther Gerstenmaier (* 1914), Fabrikant, Inhaber der Harzer Papierfabrik Gerstenmaier & Sievers
- Theodor Einsele (1921–2020), Elektroingenieur, Informatiker und Hochschullehrer
- Helmuth Bott (1925–1994), Ingenieur, Entwicklungschef Porsche (1979–1988)
- Gerhard Einsele (1925–2010), Geologe, Hochschullehrer
- Kurt Rommel (1926–2011), Pfarrer und Dichter von Kirchenliedern
- Erich Walz (1927–2011), Sonderpädagoge, Grafiker und Holzschneider
- Martin Einsele (1928–2000), Stadtplaner und Hochschullehrer
- Klaus Croissant (1931–2002), Rechtsanwalt, Verteidiger von Andreas Baader im Stammheim-Prozess
- Claus Hammer (1940–2015), Human- und Veterinärmediziner, Hochschullehrer für Experimentelle Chirurgie
- Gerhard Remppis (* 1940), Politiker (SPD), Landtagsabgeordneter 1976–1988, Schulleiter a. D.
- Adelheid Schreiner (* 1942), Politikerin, Mitglied des Niedersächsischen Landtages
- Rolf Götz (1946–2013), Gymnasiallehrer und Landeshistoriker
- Algis Oleknavicius (* 1947), Radsportler
- Roland Prinzinger (* 1948), Biologe, spezialisiert auf Ornithologie und Physiologie
- Dorothea Keuler (* 1951), Journalistin und Schriftstellerin
- Günther Wölfle (* 1951), schwäbischer Musiker, Liedermacher und Sänger von Blues und Rockmusik mit schwäbischen Texten
- Karl Zimmermann (* 1951), Politiker (CDU), Mitglied des Landtags von Baden-Württemberg
- Uli Keuler (* 1952), Kabarettist
- Rolf Walter (* 1953), Historiker für Wirtschafts- und Sozialgeschichte an der Friedrich-Schiller-Universität Jena
- Sangit Om, Stefan Petersilge (* 1954), Musiker, Komponist, Musikproduzent
- Andreas Kenner (* 1956), Altenpfleger, Politiker (SPD), seit 2016 Landtagsabgeordneter
- Kay Winkler (1956–2023), Bildhauer und Installationskünstler
- Achim Brauneisen (* 1958), Generalstaatsanwalt
- Tatjana Kruse (* 1960), Schriftstellerin
- Iris Lemanczyk (* 1964), Kinder- und Jugendbuchautorin
- Óscar Barrena (* 1966), spanischer Hockeyspieler
- Udo Moll (1966–2023), Jazzmusiker und Improvisator
- David Kadel (* 1967), Fernsehmoderator, Kabarettist und Autor
- Ruth Conrad (* 1968), evangelische Theologin
- Oliver Otto (* 1972), Fußballspieler
- Valerie Koch (* 1974), Schauspielerin
- Lado Fumić (* 1976), Mountainbikefahrer
- Astrid Hochstetter (* 1979), Eiskunstläuferin
- Christine Wolf (* 1980), Leichtathletin
- Manuel (Filip) Fumic (* 1982), Mountainbikefahrer (Weltmeister und Olympiateilnehmer)
- Justus Hütter (* 1982), deutscher Rapper und Moderator
- Ralf Herbst (* 1986), Eishockeyspieler
- Natalie Pfau-Weller (* 1987), Politikerin (CDU)
- Jasmina Keber (* 1988), slowenische Speed-Badminton-Spielerin
- Sven Suton (* 1993), deutsch-kroatischer Handballspieler
- Jelena Wlk (* 1993), Volleyballspielerin
- Deniz Pero (* 1995), deutsch-türkischer Fußballspieler
- Ilgen-Nur (* 1996), Musikerin
- Tim Suton (* 1996), deutsch-kroatischer Handballspieler
- Frederik Schumann (* 2002), Fußballspieler

### Persönlichkeiten, die mit Kirchheim verbunden sind
Berühmte Persönlichkeiten, die einen Teil ihres Lebens in Kirchheim verbracht haben:
- Barbara Gonzaga, (* 11. Dezember 1455 in Mantua; † 31. Mai 1503 in Böblingen), Herzogin von Württemberg, Wohltäterin des Dominikanerinnenkloster, hielt sich um 1488/89 des Öfteren dort auf[29] und wurde nach ihrem Tod im Chor der Klosterkirche bestattet[30]
- Konrad Widerholt, * 20. April 1598 in Ziegenhain; † 13. Juni 1667 in Kirchheim (Teck), Festungskommandant der Festung Hohentwiel im Dreißigjährigen Krieg, ab 1650 Obervogt in Kirchheim
- Johann Conrad Hochstetter, * 1583 in Gerhausen; † 10. Februar 1661 in Kirchheim (Teck), ab 1626 Stadtpfarrer in Kirchheim und Spezialsuperintendent
- Herzogin Magdalena Sibylla von Württemberg, * 28. April 1652 in Darmstadt; † 11. August 1712 in Kirchheim (Teck), 1677 bis 1693 Regentin von Württemberg, lebte von 1694 bis 1712 in Kirchheim
- Herzogin Johanna Elisabeth von Württemberg, * 3. Oktober 1680 in Durlach; † 2. Juli 1757 in Schloss Stetten in Stetten im Remstal, Witwe von Herzog Eberhard Ludwig, lebte von 1735 bis 1757 in Kirchheim
- Herzogin Franziska von Württemberg, * 11. Januar 1748 in Adelmannsfelden; † 1. Januar 1811 in Kirchheim (Teck), Witwe des regierenden Herzogs Carl Eugen, lebte von 1793 bis 1811 auf Schloss Kirchheim
- Ludwig von Württemberg, * 30. August 1756 in Treptow an der Rega; † 20. September 1817 in Kirchheim unter Teck, Ehemann von Herzogin Henrietta, lebte ab 1811 im Kirchheimer Schloss
- Henriette von Württemberg, * 22. April 1780 in Kirchheimbolanden; † 2. Januar 1857 in Kirchheim (Teck), Wohltäterin der Stadt
- Adolf Hirzel, * 17. Dezember 1809 in Künzelsau; † 17. Oktober 1898 in Kirchheim (Teck), Oberamtspfleger in Kirchheim, Landtagsabgeordneter 1851–1856
- Alfred Schmoller, * 13. Februar 1863 in Marbach am Neckar; † 1. August 1938 in Kirchheim (Teck), Theologe, Autor, Stadtpfarrer von Kirchheim
- Otto Mörike, * 7. April 1897 in Dürrwangen; † 9. Juli 1978 in Schorndorf, Widerstandskämpfer gegen den Nationalsozialismus, war Pfarrer in Kirchheim
- Werner Gneist, * 10. März 1898 in Ulm; † 19. August 1980 in Kirchheim (Teck), dt. Liederkomponist, erhielt 1973 die Konrad-Widerholt-Gedenkmünze der Stadt Kirchheim
- Charlotte Kretschmann, * 3. Dezember 1909 in Breslau, Provinz Schlesien; † 27. August 2024 in Kirchheim (Teck), deutsche Altersrekordlerin und Supercentenarian, ab dem 8. August 2023 die älteste Person, die jemals in Deutschland lebte
- Klaus Holighaus, * 14. Juli 1940 in Eibelshausen; † 9. August 1994 am Rheinwaldhorn, Segelflugzeugkonstrukteur
- Tilo Holighaus, *1969, Weltmeister im Segelflug und Flugzeugkonstrukteur
- Peter Boudgoust, * 16. Dezember 1954 in Mannheim, Jurist und Intendant des Südwestrundfunks. Er lebt in Kirchheim
- Ernst Leuze, * 18. Juli 1935 in Wälde bei Horgenzell, Kirchenmusikdirektor, von 1960 bis 1998 Kantor an der Martinskirche und Bezirkskantor im Dekant Kirchheim
- Fabian Schläper, * 1976 in Aachen, Songkabarettist und Textdichter. Er wuchs in Kirchheim (Teck) auf.
- Tobias Unger, * 10. Juli 1979 in München, Leichtathlet und Olympiateilnehmer. Er lebt in Kirchheim
- Andreas Schwarz, * 30. August 1979 in Nürtingen, Stadtrat und seit 2011 Mitglied des Landtags von Baden-Württemberg (Grüne), Wirtschaftsjurist, aufgewachsen und wohnhaft in Kirchheim